# Newski-Prospekt

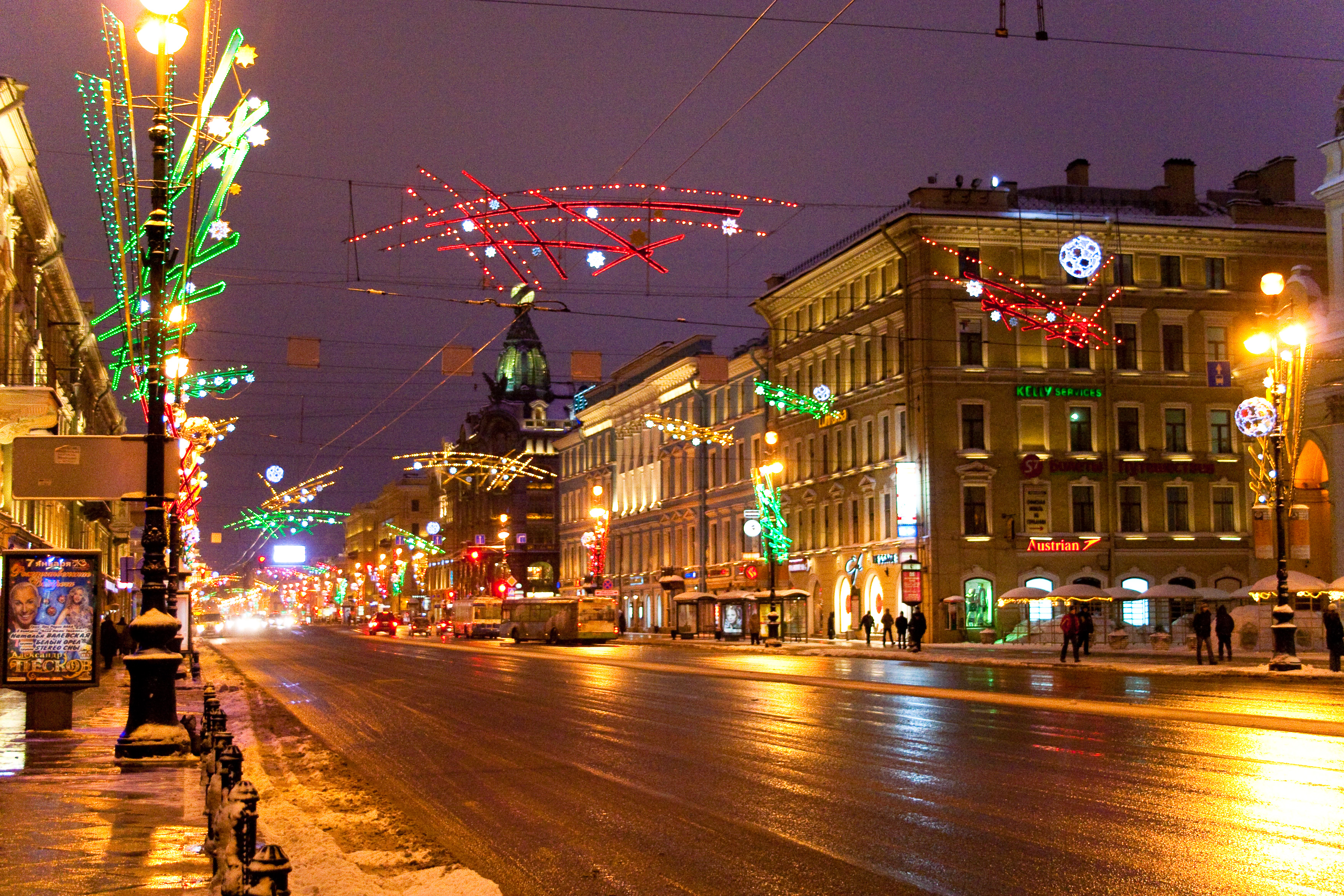
Newski-Prospekt in der Dämmerung

Der Newski-Prospekt (russisch Невский проспект) ist eine 4,5 Kilometer lange Straße im historischen Zentrum Sankt Petersburgs und eine der berühmtesten Straßen Russlands. Die Straße wurde zwischen 1711 und 1721 als Verbindung zwischen der Admiralität im Westen und dem Alexander-Newski-Kloster im Osten der Stadt angelegt. Ab Mitte des 18. Jahrhunderts entwickelte sich daraus zunehmend eine Prachtstraße, als die zahlreichen ansässigen Aristokraten hier ihre Residenzen errichten ließen.
Auf dem Newski-Prospekt finden sich bis heute historische Palais, die große lutherische St.-Petri-Kirche, eine römisch-katholische Kirche, die russisch-orthodoxe Kasaner Kathedrale, zahlreiche Cafés, Museen und Kinos, ebenso das 1785 entstandene Gebäude des Kaufhauses Gostiny Dwor sowie der Jugendstilbau des Feinkostladens Jelissejew. Das luxuriöse Grand Hotel Europe befindet sich ebenfalls am Newski-Prospekt.

## Geografie

### Lage
Der Newski-Prospekt verläuft durch den am linken Ufer des Flusses Newa gelegenen Teil der Petersburger Innenstadt und stellt dort nicht nur eine repräsentative historische Straße dar, sondern auch eine wichtige Verkehrsader. Den Anfang des Prospekts im Westen bildet die Kreuzung des Admiralitäts-Prospekts mit dem Palastplatz. Von der gleichen Kreuzung zweigt in nordwestliche Richtung die Zufahrt zur wenige hundert Meter entfernten Palastbrücke über die Newa ab, links von dieser Brücke steht das monumentale Gebäude der Admiralität, das bereits bei der Anlage des Newski-Prospekts als dessen westlicher Endpunkt vorgesehen war.
Ab dem Palastplatz verläuft der Prospekt weitgehend geradlinig in südöstliche Richtung und überquert auf diesem Verlauf drei kleinere Gewässer: Den Fluss Moika über die Grüne Brücke, den Gribojedow-Kanal über die Kasaner Brücke sowie den Fluss Fontanka über die Anitschkow-Brücke. Nach rund drei Kilometern wird der Newski-Prospekt vom Ligowski-Prospekt, einem Teil der alten Straße nach Nowgorod, gekreuzt und bildet in diesem Bereich den Platz des Aufstandes. Östlich dieses Platzes fängt der alte Teil des Prospektes an, dessen Bau Anfang des 18. Jahrhunderts unter Federführung des Alexander-Newski-Klosters erfolgte. Auch heute noch ist dieser Abschnitt zwischen dem Platz des Aufstandes und dem Kloster gemeinhin als Alter Newski-Prospekt (russisch Староневский проспект) bekannt. Nachdem die Straße kurz nach dem Platz des Aufstands einen Knick in Richtung Süden macht, verläuft der Prospekt wieder gerade, bis er nach etwas über einem Kilometer an der Einmündung in den Alexander-Newski-Platz endet. Unmittelbar östlich dieses Platzes beginnt die Zufahrt zur Alexander-Newski-Brücke über die Newa.

### Verkehr

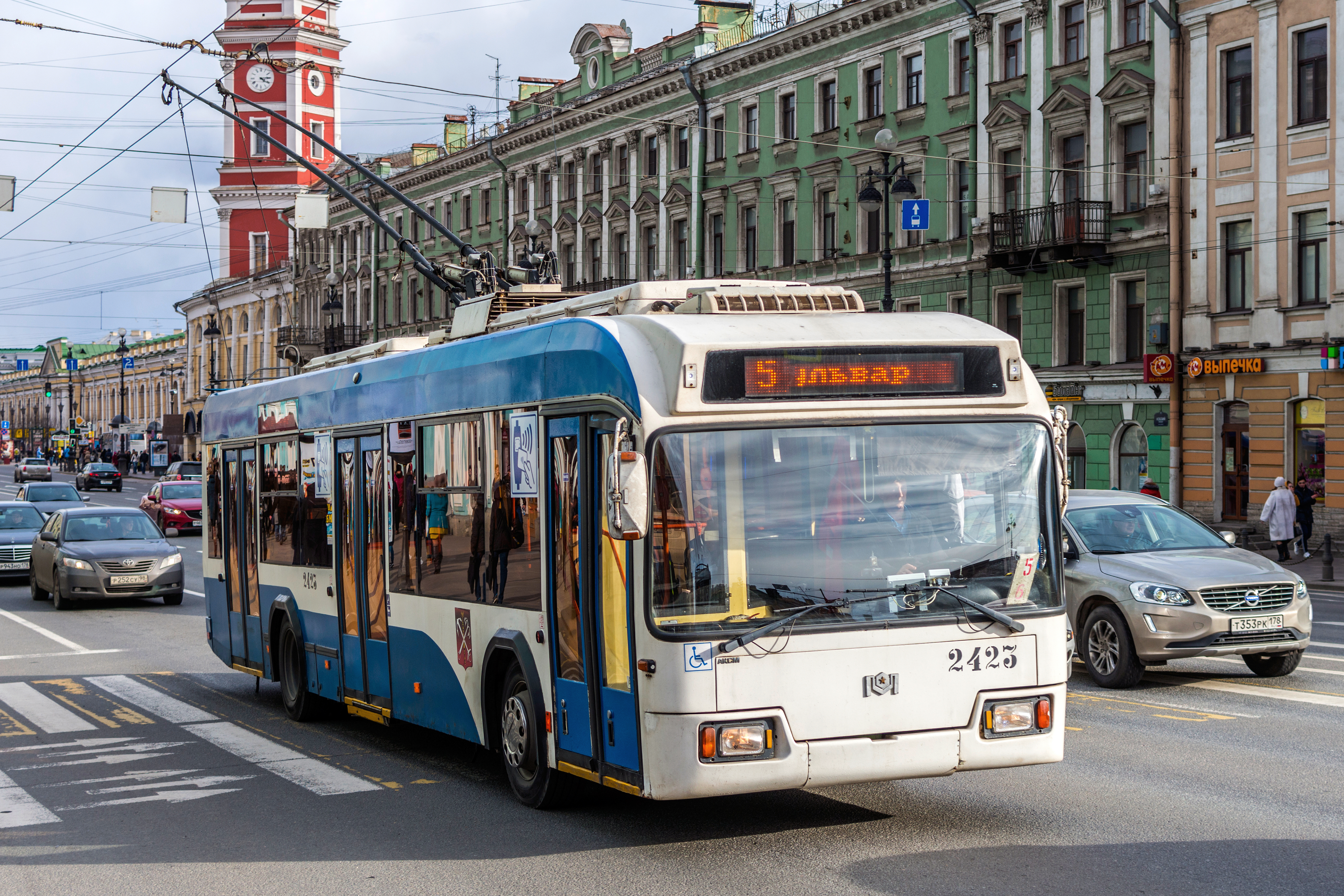
Ein O-Bus auf dem Newski-Prospekt

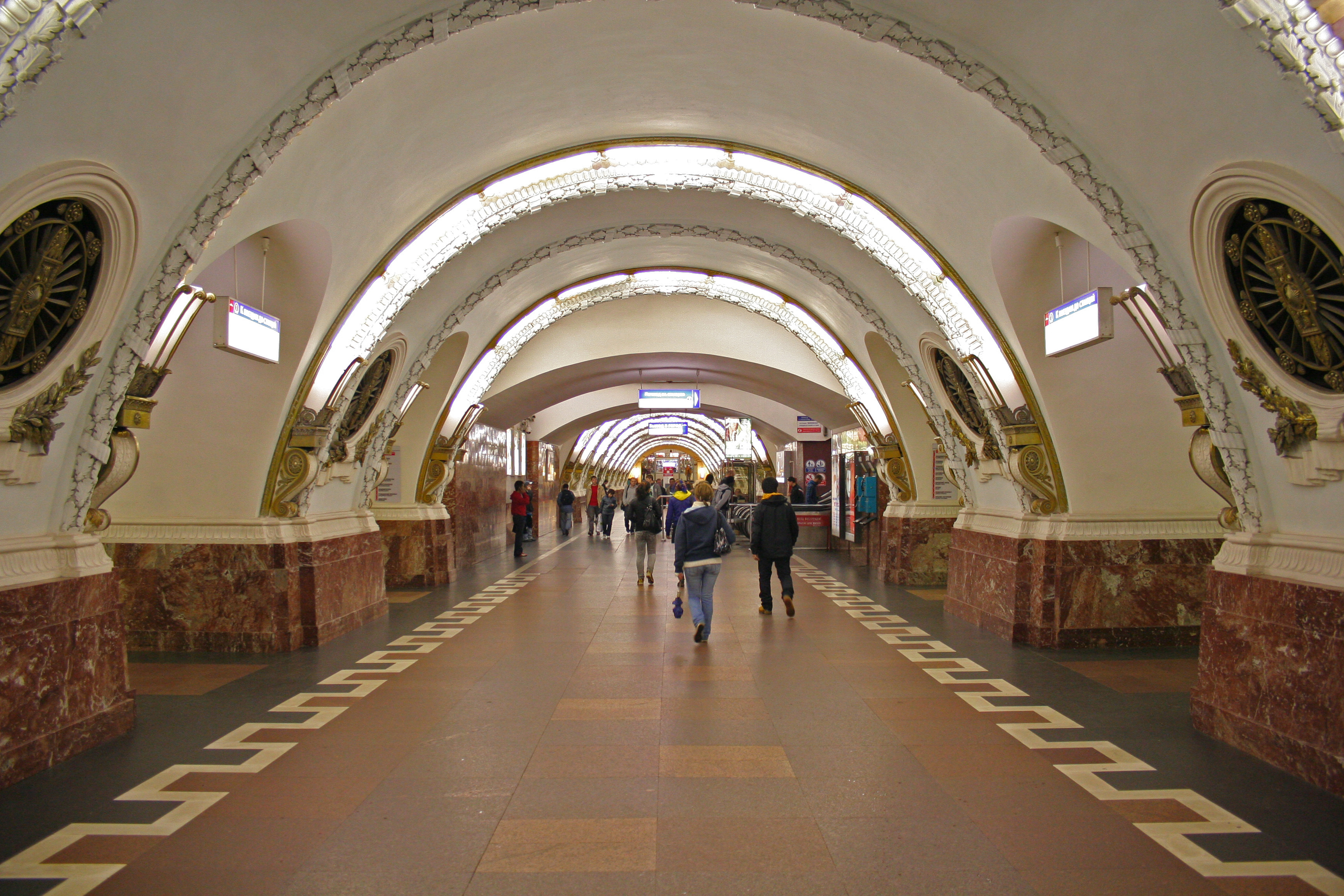
U-Bahnhof Ploschtschad Wosstanija

Neben seiner Funktion als Autostraße, die zusammen mit den beiden Newa-Brücken an ihren Enden eine durchgehende Verbindung zwischen der Wassiljewski-Insel bzw. der Petrograder Insel im Westen und den ausgedehnten Industrie- und Wohngebieten am rechten Newa-Ufer im Osten bietet, ist der Newski-Prospekt auch ein wichtiger Knotenpunkt des öffentlichen Verkehrs. Bereits im Jahr 1847 befuhren die ersten Pferdeomnibusse den Prospekt, 1862 wurden sie durch eine Linie der Pferdebahn ergänzt, deren Gleise ab 1881 auf einigen Abschnitten testweise von Dampfstraßenbahnen befahren wurden. Auch die 1907 in Betrieb genommene erste Linie der elektrischen Straßenbahn Sankt Petersburg verlief hier, ebenso wie eine Linie der im gleichen Jahr in Sankt Petersburg eingeführten motorisierten Omnibusse. Seit 1936 fahren außerdem Oberleitungsbusse auf dem Prospekt. Zu Gunsten des O-Bus-Betriebs, der von seiner Einführung an auf dem gesamten Prospekt zwischen der Admiralität und dem Alexander-Newski-Platz bestand, wurden Straßenbahngleise auf dem Newski-Prospekt zwischen 1950 und 1952 außer Betrieb genommen und zurückgebaut. Schließlich wurde 1955 unter dem Platz des Aufstands der damalige nördliche Endpunkt der ersten U-Bahn-Linie der Stadt – die Metrostation Ploschtschad Wosstanija – fertiggestellt.
Das heutige Angebot an öffentlichen Verkehrsmitteln auf dem Newski-Prospekt umfasst elf Buslinien und neun O-Bus-Linien sowie mittlerweile sechs U-Bahnhöfe – neben der 1955 eröffneten Station Ploschtschad Wosstanija der Metrolinie 1 sind es der ebenfalls den Platz des Aufstandes anbindende U-Bahnhof Majakowskaja der Linie 3, ferner die beiden U-Bahnhöfe unter dem Alexander-Newski-Platz (Ploschtschad Alexandra Newskowo-1 der Linie 3 und Ploschtschad Alexandra Newskowo-2 der Linie 4) sowie die Stationen Newski Prospekt der Linie 2 und Gostiny Dwor der Linie 3 auf dem Westabschnitt des Prospekts. In unmittelbarer Nähe des westlichen Endes des Prospektes befindet sich darüber hinaus der U-Bahnhof Admiralteiskaja der Linie 5.
Einer der wichtigsten Fernbahnhöfe der Stadt – der Moskauer Kopfbahnhof, von dem aus Züge nach Moskau und in zahlreiche andere südlich und südöstlich von Petersburg gelegene Orte abfahren – befindet sich auf der Südseite des Platzes des Aufstandes und damit ebenfalls auf dem Newski-Prospekt.

## Geschichte

### Name
Die heutige Bezeichnung der Straße geht unmittelbar aus der historischen Rolle des Prospekts als einer Verbindungsstraße vom und zum Alexander-Newski-Kloster hervor, das sich am östlichen Ende des Prospekts befindet. So hieß die Straße bei ihrer Verlegung in den 1710er-Jahren zunächst nur Weg zum Alexander-Newski-Kloster oder in offizieller Schreibweise auch (Große) Perspektivstraße zum Alexander-Newski-Kloster (Большая першпективная дорога к Александро-Невскому монастырю). Letztere Bezeichnung wurde dann 1738 als (Große) Newski-Perspektive (Большая Невская першпектива) abgekürzt, bis schließlich 1776 das Wort „Perspektive“ durch das gleichbedeutende, jedoch leichter auszusprechende „Prospekt“ ersetzt wurde. Inzwischen bezeichnet man in Russland als Prospekt jede große und gerade verlaufende Hauptstraße einer Stadt (ein Beispiel ist der Kutusow-Prospekt in Moskau).
Im Oktober 1918, zum ersten Jahrestag der Oktoberrevolution, erhielt die Magistrale unter der neuen Sowjetmacht den Namen Prospekt des 25. Oktober (Проспект 25-го Октября). Dieser Name hatte offiziell über zwanzig Jahre Bestand, konnte sich jedoch im allgemeinen Sprachgebrauch nicht durchsetzen. Infolgedessen wurde beschlossen, den alten Namen am 13. Januar 1944 wiedereinzuführen.

### Entstehungsgeschichte

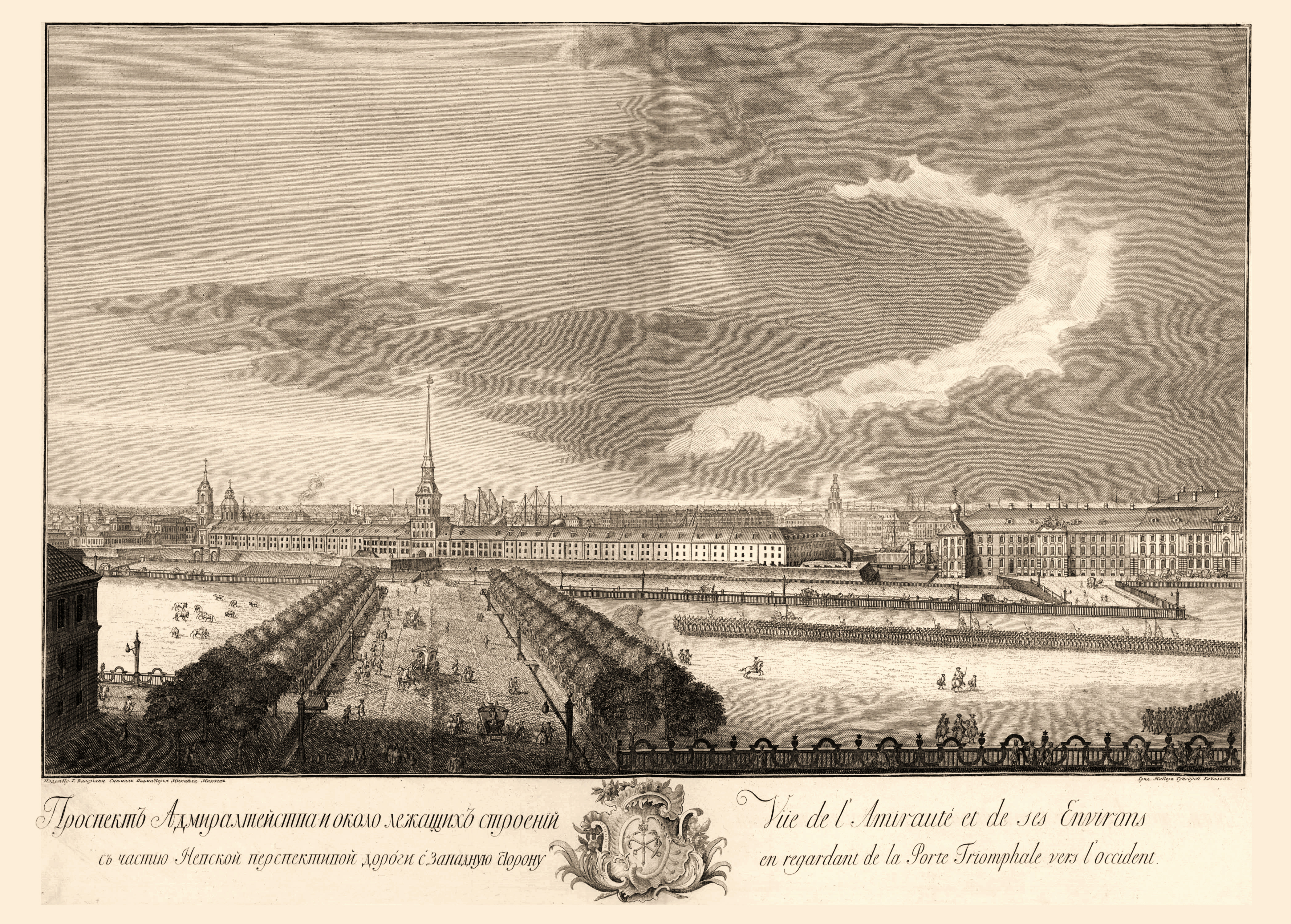
Die Newski-Perspektivstraße nahe der Admiralität, 1753

Kaiserin Anna verlegte das Stadtzentrum von der heute so genannten Petrograder Seite auf die Admiralitätsseite der Newa und legte dort in den 1710er-Jahren unter anderem den Newski-Prospekt an. Erst damit begann die relativ späte Nutzung der Territorien südöstlich des Newa-Deltas im Unterschied etwa zur Petrograder Insel und der Haseninsel, wo schon bei der Stadtgründung die Peter-und-Paul-Festung aufgebaut wurde.
Zu den ersten Petersburger Bauwerken links der Newa gehört das Alexander-Newski-Kloster, das im Juli 1710 auf Initiative des Stadtgründers Peter I. „des Großen“ gestiftet wurde. Die Standortwahl für das Kloster erklärt sich dadurch, dass genau an diesem Ort der als russischer Nationalheld verehrte Nowgoroder Fürst Alexander Newski 1240 die Schlacht an der Newa über die Schweden gewonnen haben soll. Entsprechend wurde auch das Kloster, das später dem Newski-Prospekt seinen Namen gab und 1797 als eines der bis heute sehr wenigen russisch-orthodoxen Klöster den Rang einer Lawra erhielt, dem heiliggesprochenen Fürsten geweiht.
Der Aufbau des Klosters dauerte etwa ein Jahrzehnt lang. In dieser Zeit wurde auch eine durchgehende Straßenverbindung zwischen dem als Pilgerort zunehmend bekannt werdenden Kloster und dem weltlichen Mittelpunkt der neu gegründeten russischen Hauptstadt notwendig. Inzwischen war am linken Newa-Ufer, wenige Kilometer westlich des Klosters, mit der Admiralität eine neue architektonische Dominante der Hauptstadt entstanden. Auf dem Mittelweg dazwischen verlief noch lange vor der Stadtgründung die alte Handelsstraße nach Nowgorod, damals auch die einzige Verbindungsstraße zwischen Petersburg und dem Rest Russlands. Da sowohl das Kloster als auch das Zentrum Petersburgs eine Anbindung an diese Straße benötigt hatten, verfügte Peter I. kurz nach der Gründung des Klosters den Bau einer Großen Perspektivstraße am linken Newa-Ufer.
Bereits 1711 begann die Verlegung des Straßenabschnitts vom Alexander-Newski-Kloster bis zur künftigen Kreuzung mit der Nowgoroder Handelsstraße. Diesen kürzeren Abschnitt des heutigen Prospekts bauten die Mönche des Klosters, während die fast zeitgleich geschaffene Verbindung von der Admiralität zur Handelsstraße – einschließlich der Brücken über die beiden den Weg kreuzenden Flüsschen Moika und Fontanka – von Soldaten sowie schwedischen Kriegsgefangenen des Großen Nordischen Krieges verlegt wurde. Diese von zwei Seiten erfolgte Verlegung der Straße und ein sich wahrscheinlich dabei eingeschlichener Planungsfehler erklären auch den auf Stadtplänen deutlich sichtbaren Knick, den der ansonsten schnurgerade verlaufende Prospekt östlich des heutigen Platzes des Aufstandes macht. Zwar wurden die beiden Wege zum Kloster und zur Admiralität gegen Ende der 1710er-Jahre weitgehend fertiggestellt. Allerdings kreuzten sie die Nowgoroder Straße aufgrund dieses Fehlers ursprünglich an zwei geringfügig verschiedenen Orten, und erst in den 1760er-Jahren verband man die beiden Teilstrecken durchgehend.

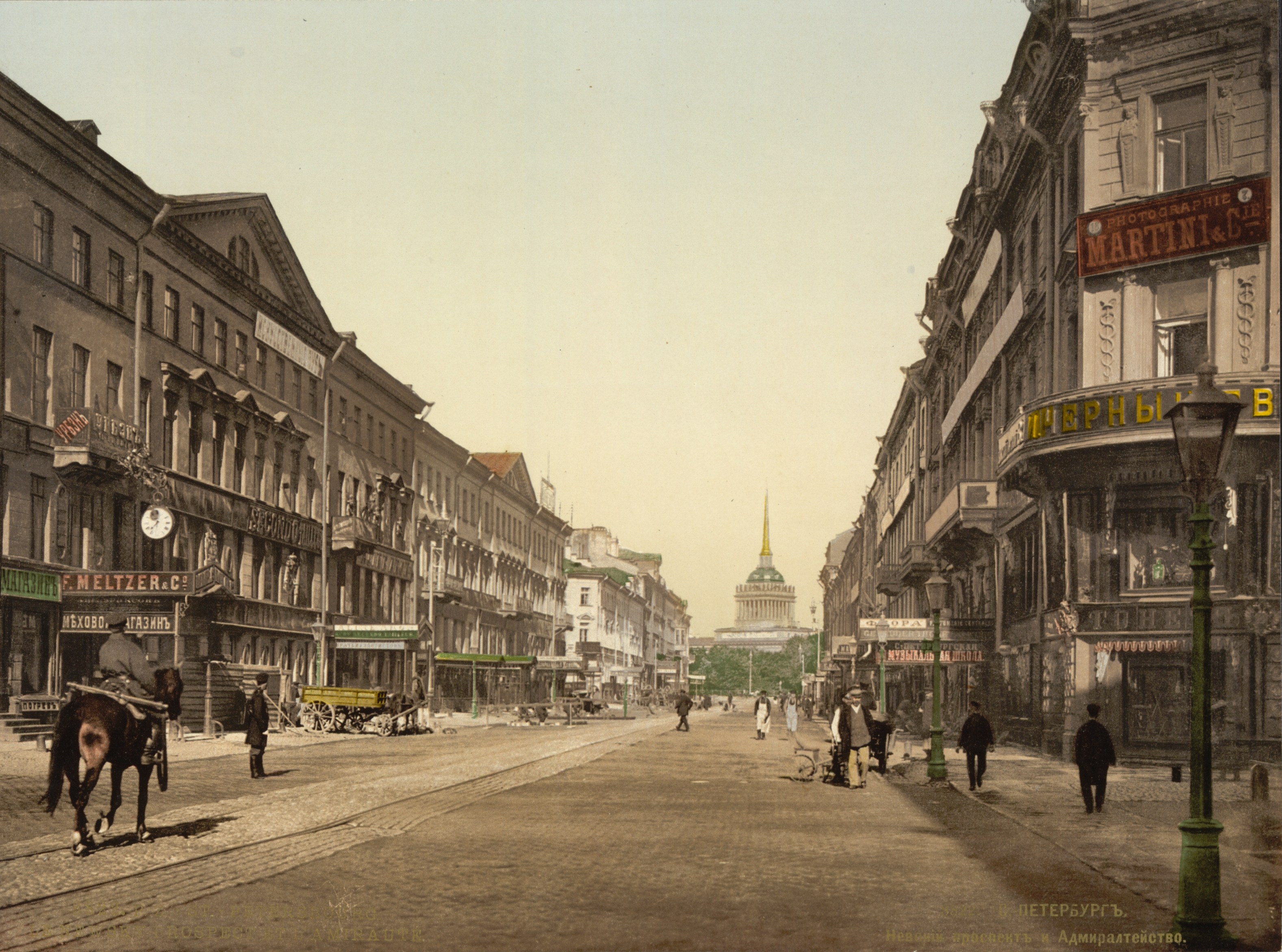
Ansichtskarte des Prospekts aus den 1890er-Jahren

1738 erhielt die inzwischen überaus intensiv befahrene Straße ihre erste offizielle Bezeichnung Newski-Perspektivstraße. Zu jener Zeit begann auch ihre Bebauung mit massiven steinernen Häusern. Dabei wurde der Abschnitt zwischen der Moika und der Fontanka als das dem Stadtkern am nächsten gelegene Straßenstück auch am ehesten besiedelt und bebaut – genau dort wurde beispielsweise in den 1740er-Jahren das Anitschkow-Palais, eines der ältesten erhaltenen Häuser auf dem Prospekt, errichtet. Da die Perspektivstraße im 18. Jahrhundert aber auch als wichtigste Stadteinfahrt galt, wurde sie als erste Straße der Hauptstadt befestigt und mit zwei entlang der Fahrbahn gepflanzten dekorativen Birkenreihen (die dem Newski-Prospekt noch bis etwa 1820, als sämtliche Bäume zwecks besserer Befahrbarkeit abgeholzt wurden, die Gestalt eines Boulevards nach dem Vorbild der Avenue des Champs-Élysées verliehen hatten) geschmückt.
1776 erhielt der Newski-Prospekt schließlich seinen heutigen Namen. Zu dieser Zeit stellte er bereits eine durchgehende Straßenverbindung zwischen der Admiralität bzw. dem 1762 erbauten Winterpalast einerseits und dem Alexander-Newski-Kloster andererseits dar, und auf dem am repräsentativsten geltenden Abschnitt zwischen der Admiralität und der Fontanka begann sich allmählich das heutige Ensemble aus kleinen Palästen des Hochadels sowie klassizistischen Wohn- und Handelsbauten zu bilden. Die bis heute weitgehend eingehaltene durchgehende Nummerierung der Liegenschaften und Häuser auf dem gesamten Verlauf des Prospekts wurde Mitte des 19. Jahrhunderts festgelegt.

### Bebauung
Zu den ersten repräsentativen Bauten auf der damaligen Perspektivstraße gehörten die 1719 am Moika-Ufer erbauten Handelsreihen sowie der 1720 in unmittelbarer Nähe der letzteren entstandene Mauthof (beide stellten in ihrer Funktion Vorläufer des Ende des gleichen Jahrhunderts auf dem Newski erbauten Handelshauses Gostiny Dwor dar). Diese Gebäude waren – wie auch zahlreiche Privathäuser aus der Anfangszeit Sankt Petersburgs – gemäß russischer Bautradition aus Holz gefertigt worden. Dies war einer der Hauptgründe für die damalige Anfälligkeit der neuen Reichshauptstadt für Brände, von denen zwei in den Jahren 1736 und 1737 das komplette Viertel zwischen der Admiralität und der Moika einschließlich der Handelsreihen und des Mauthofs vernichteten. Danach wurde in Petersburg die Städtebaukommission geschaffen, die 1766 schließlich jedwede Bautätigkeit in Holz unter anderem auf dem Newski-Prospekt verbot. Dementsprechend entstanden seit den 1750er-Jahren auch auf der Perspektivstraße nur noch Gebäude in massiver Bauweise. Von den früheren Holzbauten ist heute kein einziges mehr erhalten.

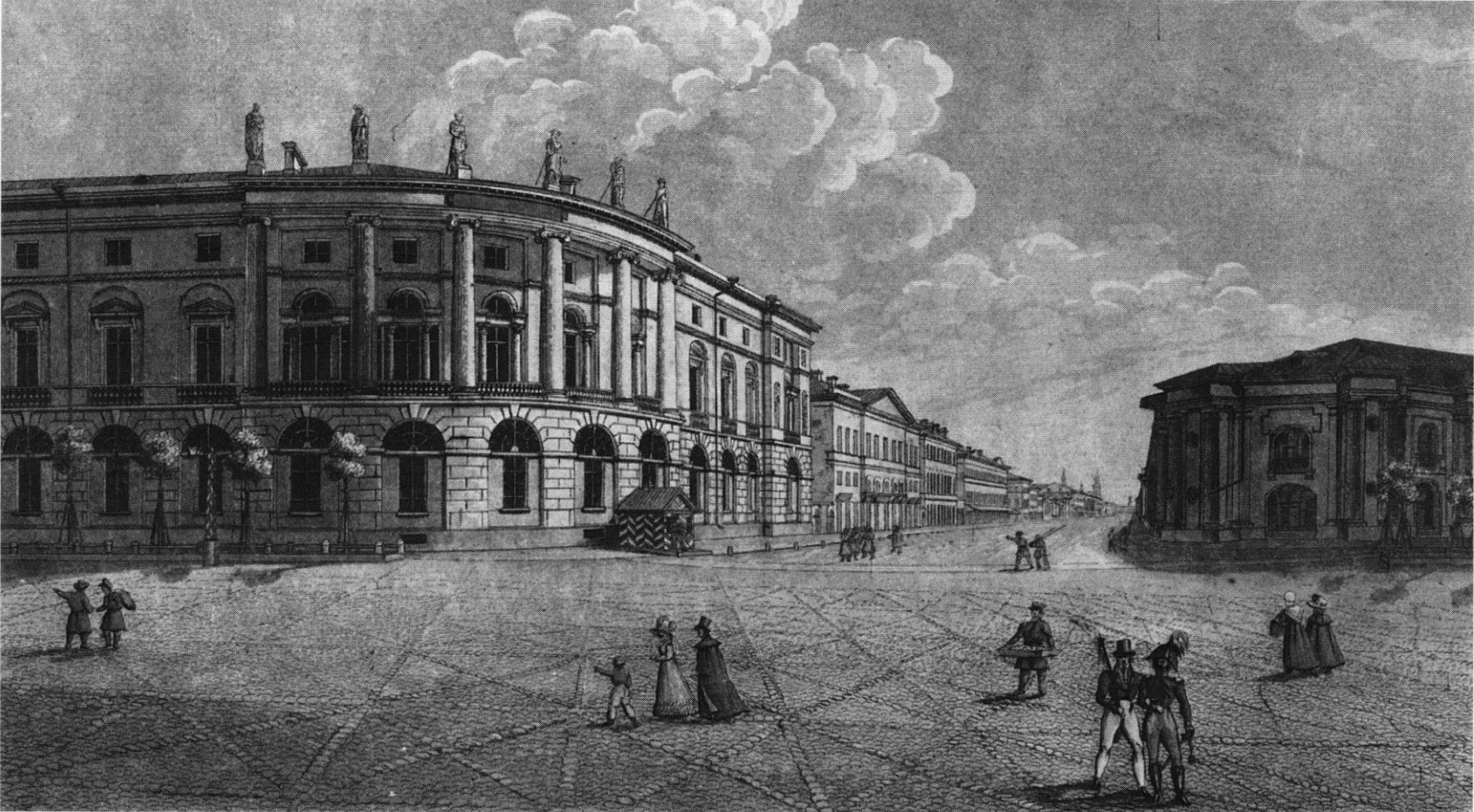
Die Kreuzung des Prospekts mit der Sadowaja-Straße in den 1800er-Jahren. Es sind zwei bekannte klassizistische Bauten Petersburgs zu sehen: Links das alte Gebäude der Russischen Nationalbibliothek, rechts das Handelshaus Gostiny Dwor.

1741 wurde mit dem heutigen Haus 18 an der Ecke des Prospekts zur Uferstraße der Moika eines der ersten steinernen Wohnhäuser errichtet, schräg gegenüber folgte 1754 das barocke Stroganow-Palais nach einem Entwurf von Bartolomeo Francesco Rastrelli, dem bekanntesten Petersburger Stadtbaumeister seiner Epoche. Zur gleichen Zeit entstanden auf dem der Admiralität am nächsten gelegenen Abschnitt der Straße weitere repräsentative Wohnbauten, die zunehmend den inoffiziellen Status der Straße als Wohnort der Petersburger Oberschicht festigten. Gleichzeitig diente dieser renommierteste Teil der Straße seit den 1730er-Jahren auch als Standort von Kirchenbauten mehrerer christlicher Konfessionen. So ließ die deutsche Evangelisch-lutherische Gemeinde bereits 1730 an der Stelle der heutigen St.-Petri-Kirche ihr erstes Gotteshaus errichten; 1733–37 folgte direkt gegenüber die russisch-orthodoxe Mariä-Geburtskirche, die 1801–11 durch die monumentale Kasaner Kathedrale ersetzt wurde. Ab der Mitte des 18. Jahrhunderts entstanden auf dem Prospekt zunehmend auch repräsentative Handelsbauten, allen voran das 1761–85 errichtete klassizistische Kaufhaus Gostiny Dwor. Die Entstehung solcher Handelszentren sowie zahlreicher kleinerer Läden in den unteren Geschossen der Wohnhäuser führte dazu, dass der westliche Abschnitt des Newski-Prospekts bereits Ende des 18. Jahrhunderts nicht nur eine noble Wohn- und Geschäftsadresse, sondern auch eine weithin beliebte Flaniermeile nach dem Vorbild westeuropäischer Prachtboulevards wurde. So entstanden hier – als damaliges Novum für Russland – Ladengeschäfte mit ebenso großen Schaufenstern wie in Westeuropa; in den Anfängen unter anderem vor den Geschäftsräumen der durch deutsche Unternehmer betriebenen Optisch-mechanischen Werkstatt „Oscar Richter“.
Eine erhebliche Rolle in der Entstehung des heutigen Ensembles des Newski-Prospekts spielte die vornehmlich klassizistische Bebauung seiner südlichen Seite Ende des 18. und Anfang des 19. Jahrhunderts: Neben dem bereits erwähnten Gostiny Dwor und der Kasaner Kathedrale setzten vor allem die Neu- und Umbauten durch Carlo Rossi – hier insbesondere das 1801 fertiggestellte heutige Gebäude der Russischen Nationalbibliothek sowie das benachbarte Gebäudeensemble um das Alexandrinski-Theater – bedeutende Akzente im Stadtbild des Prospekts. Noch bis zum Ende des 19. Jahrhunderts wurden Neu- und Umbauten auf diesem Prospektabschnitt vorwiegend unter Verwendung klassizistischer Stilelemente durchgeführt. Anfang des 20. Jahrhunderts kamen mehrere Prachtbauten des Jugendstils hinzu, insbesondere das Singer-Haus (1902–04) und der Feinkostladen Jelissejew (1902–03).

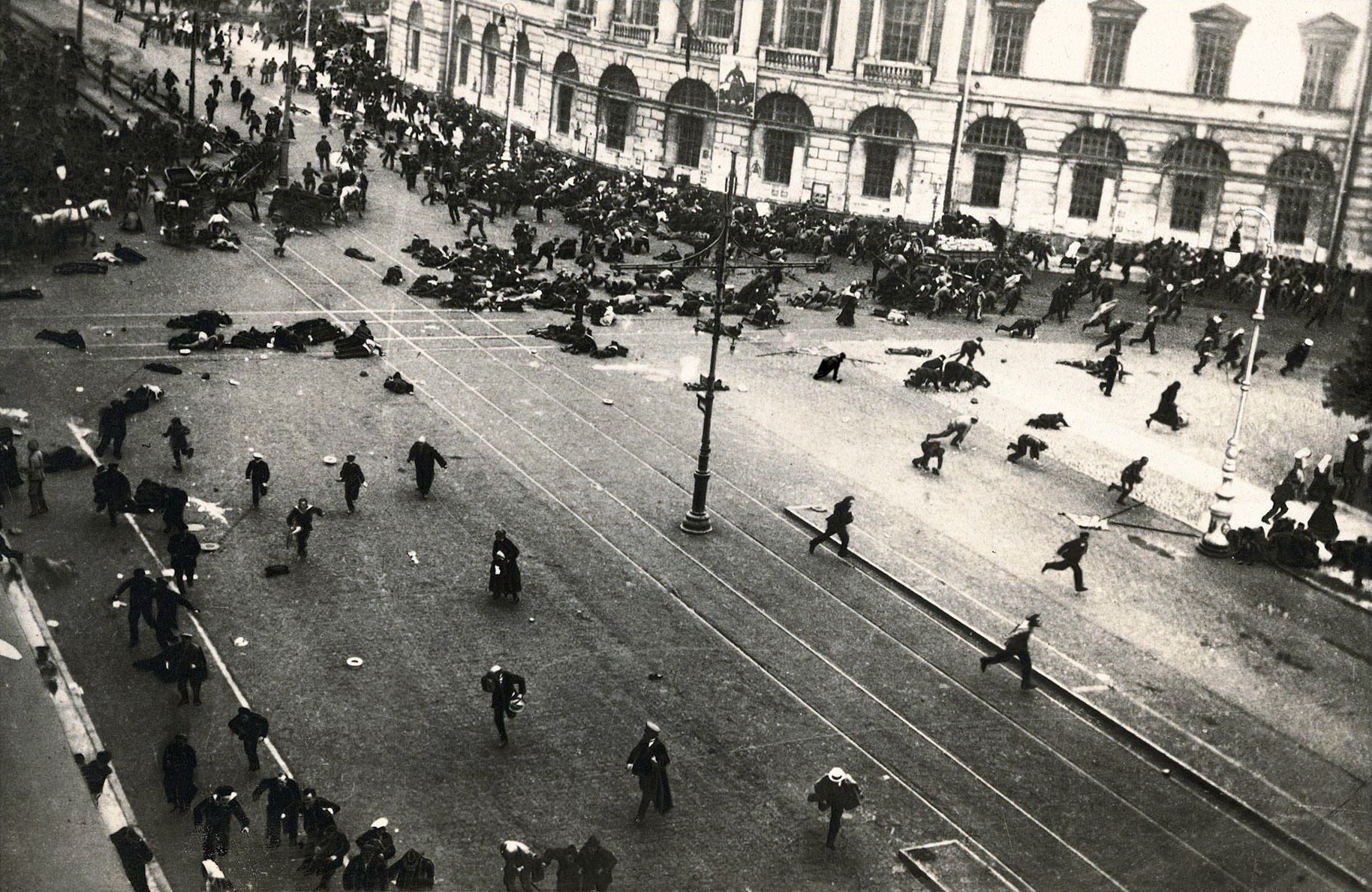
Als zentrale Straße Petersburgs war der Newski-Prospekt von Zeit zu Zeit Schauplatz politischer Demonstrationen und Massenproteste: Hier im Juli 1917, wenige Monate vor der Oktoberrevolution, während der Niederschlagung einer Arbeiterkundgebung.

Während der Prospektteil westlich der Fontanka bereits Anfang des 19. Jahrhunderts bis auf vereinzelte Häuser weitgehend die heutige Gestalt angenommen hatte, erreichte die aktive Bebauung der weniger repräsentativen Abschnitte zwischen der Fontanka und dem Alexander-Newski-Kloster erst ab Mitte des 19. Jahrhunderts ihren Höhepunkt, was allen voran der Eröffnung des Nikolaus-Bahnhofs (später in Moskauer Bahnhof umbenannt) an der Südseite des Prospekts im Bereich des heutigen Platzes des Aufstands im Jahre 1851 zu verdanken war. Zu den relativ bescheidenen Wohnhäusern zwischen der Fontanka und dem neuen Bahnhof gesellten sich ab dieser Zeit immer mehr Hotels und Mietshäuser, von denen die meisten in relativ einfachen eklektischen Formen mit nur gelegentlichen Elementen des Klassizismus ausgeführt wurden. Ebenso entstanden auf dem Alten Newski-Prospekt – wie der Abschnitt zwischen dem Nikolaus-Bahnhof und dem Kloster oft genannt wird – zahlreiche Hotels, Privatunterkünfte und Zinshäuser. Da das Bauland auf diesem Straßenabschnitt seit jeher vergleichsweise wenig begehrt war, ist das Ensemble des alten Teils bis heute weitaus heterogener und von der architektonischen Qualität her bescheidener im Vergleich zum übrigen Newski-Prospekt.
Im späteren 20. und 21. Jahrhundert beschränkten sich die Bauaktivitäten auf dem Newski-Prospekt vorwiegend auf die Wiederherstellung und die Sanierung bestehender historischer Gebäude, von denen viele während des Zweiten Weltkriegs beziehungsweise der Leningrader Blockade mehr oder weniger starke Schäden davontrugen. Vereinzelte Ausnahmen von dieser Regel finden sich insbesondere auf dem Alten Newski-Prospekt, wo an der Stelle mehrerer baufällig gewordener und abgerissener Häuser aus dem 19. Jahrhundert größere Wohnhäuser in den die frühe Sowjetzeit prägenden Stilen des Konstruktivismus bzw. später des Sozialistischen Klassizismus und sogar einige moderne Wohn- und Bürohäuser aus der jüngsten Zeit entstanden. Ein ähnliches Schicksal ereilte mehrere historische Wohnhäuser westlich des Platzes des Aufstands, die in den 2000er-Jahren durch mehr oder weniger originalgetreue – und nicht immer auf positive Resonanz gestoßene – Nachbauten ersetzt wurden. Auch im Ensemble des Platzes des Aufstands spielen mittlerweile zwei Bauwerke aus der Sowjetzeit eine nicht unerhebliche Rolle: Zum einen das nördliche Vestibülgebäude des U-Bahnhofs Ploschtschad Wosstanija (1955) und zum anderen der in der Mitte des Platzes errichtete Obelisk Der Heldenstadt Leningrad zum Gedenken an den 40. Jahrestag des Kriegsendes (1985).

## Sehenswürdigkeiten
→ Siehe auch: Liste der Gebäude auf dem Newski-Prospekt

### Vom Palastplatz bis zur Moika

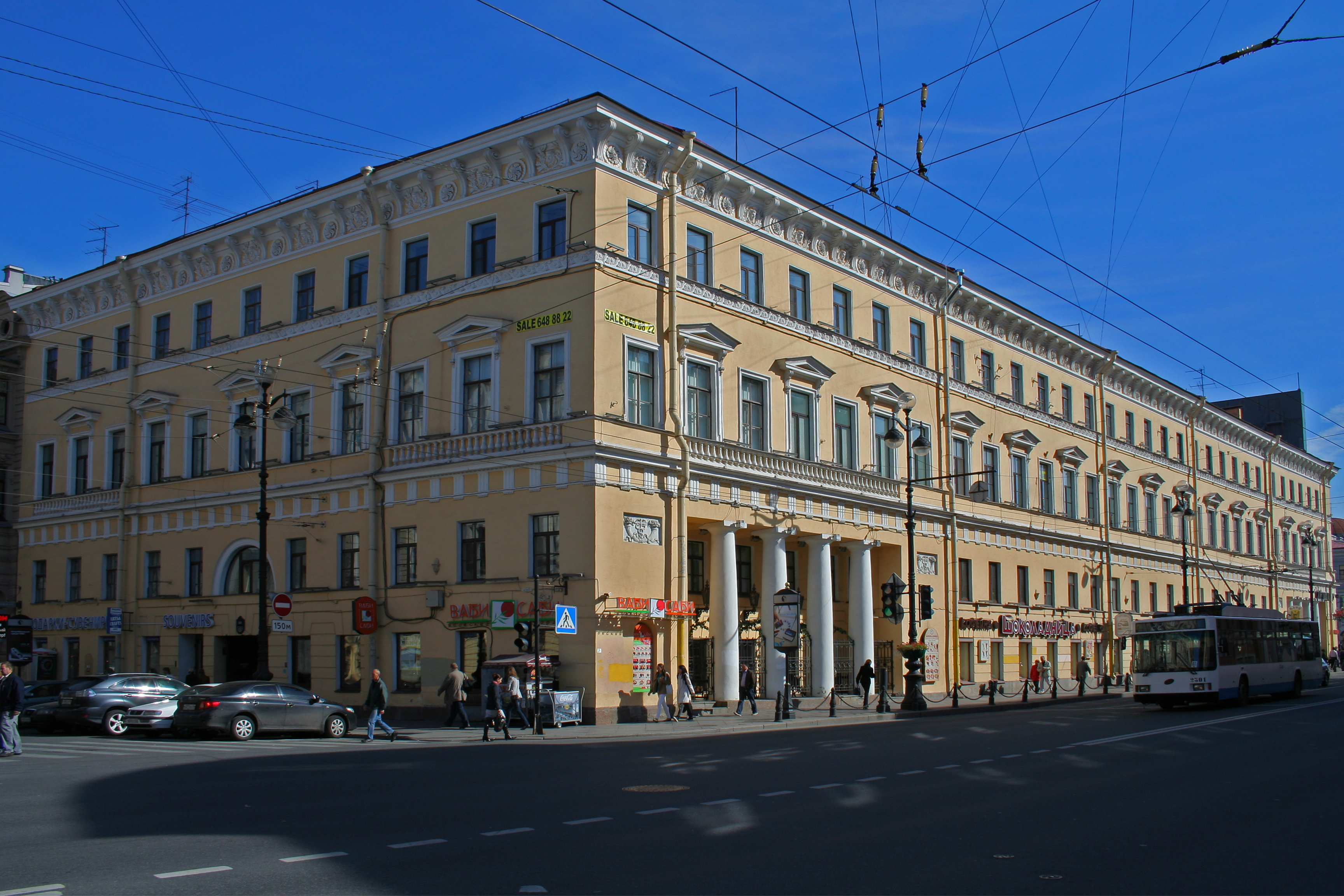
Haus 18

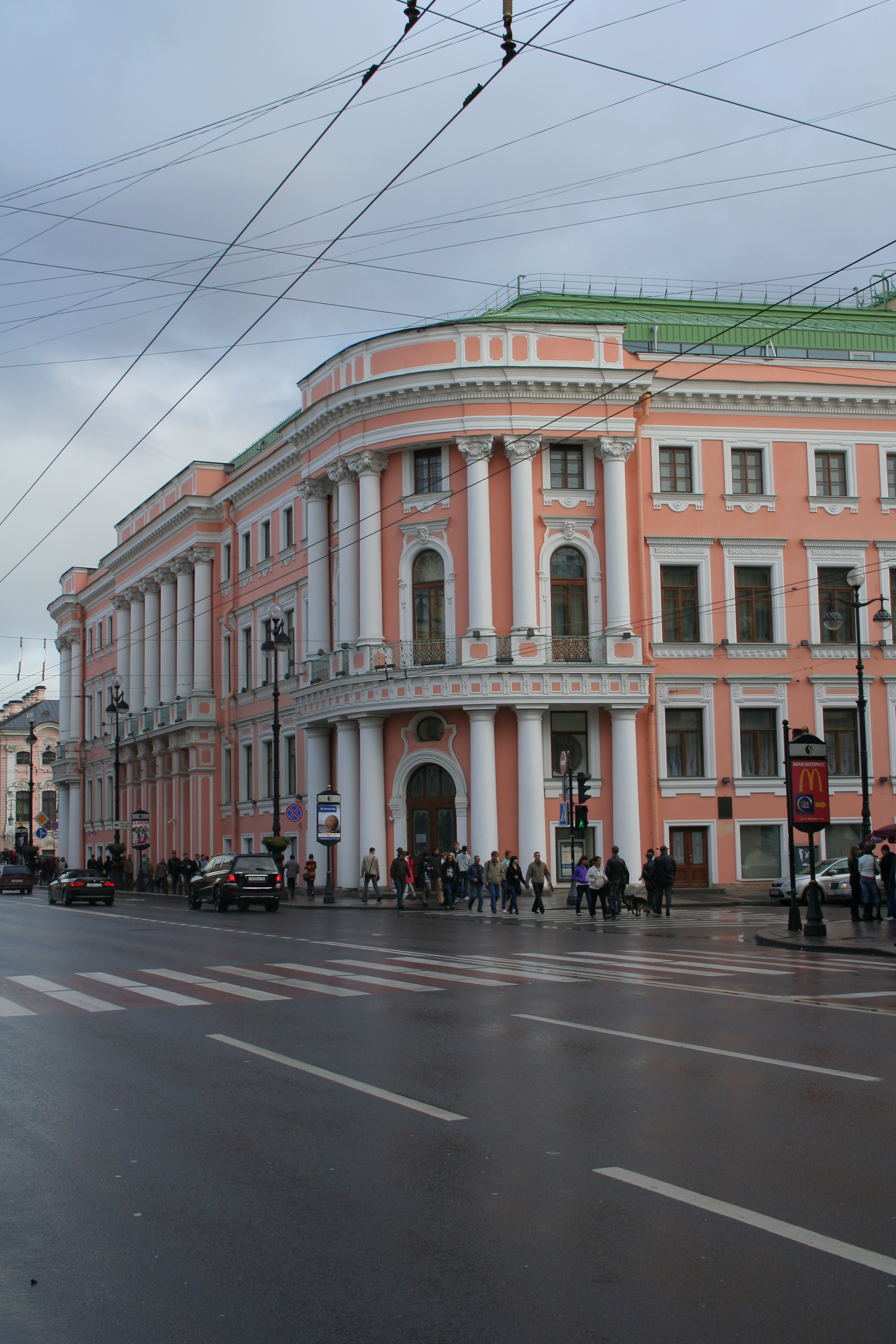
Haus 15

Der an der Grünen Brücke über das Flüsschen Moika endende westlichste Abschnitt des Prospekts wurde als einer der ältesten Teile der Straße ursprünglich mit mehreren repräsentativen Gebäuden aus Holz bebaut, die alle während der Brände in den Jahren 1736 und 1737 zerstört wurden. Als ein bis heute erhaltenes Denkmal der direkt danach eingesetzten massiven Bebauung gilt hier vor allem das Haus 18 an der Nordseite des Prospekts zwischen der Großen Seestraße und der Uferstraße der Moika, das 1741 von Michail Semzow als private Wohnresidenz in einem frühbarocken Stil errichtet wurde. Die heutige Gestalt dieses Hauses weicht allerdings von der ursprünglichen merklich ab, denn Anfang des 19. Jahrhunderts baute der Architekt Wassili Stassow das Haus um und dekorierte die Fassade dabei in einer deutlich klassizistischen Form, die man bis heute unter anderem an den beiden Portiken auf dem linken und rechten Rand sieht. Neben dem beachtlichen Alter dieses Gebäudes ist es zudem als einer der Petersburger Orte bekannt, die mit dem Leben des russischen Nationaldichters Alexander Puschkin verbunden sind: In einem Café, das es hier (in den Räumen des heutigen Literaturcafés) im frühen 19. Jahrhundert gab, war Puschkin häufiger Gast und weilte hier auch unmittelbar vor dem Duell, bei dem er tödlich verletzt wurde. Die Fassade des Hauses zur Moika fällt durch ihre etwas gewölbte Linie auf, die beim Bau des Hauses auf den ungeraden Verlauf des Flusses in diesem Bereich abgestimmt wurde.
Von den anderen Gebäuden auf diesem Abschnitt stammen die meisten aus dem späten 18. und frühen 19. Jahrhundert, so dass in ihrem Baustil der in dieser Epoche des Petersburger Stadtbaus übliche Klassizismus dominiert. Zu den typischen Beispielen gehören die Häuser 5, 11, 13 und 15 auf der südlichen sowie 2, 6, 8, 10 und 16 auf der nördlichen Straßenseite. Hervorzuheben ist das Haus 15, das den südlichen Abschnitt zwischen der Großen Seestraße und der Moika belegt (und somit direkt gegenüber dem Haus 18 liegt). Es wurde 1768–71 genau an der Stelle errichtet, wo bis 1737 der abgebrannte Mauthof und in den 1750er-Jahren ein provisorisches Holzpalais für die Kaiserin Elisabeth stand (letzteres wurde nach der Fertigstellung des Winterpalastes am nahen Palastplatz abgetragen). Als ein in der Anfangszeit des Klassizismus erschaffenes Bauwerk weist es auch vereinzelte barocke Formen auf. In der Frühsowjetzeit erlangte das Gebäude als Haus der Künste (Дом искусств) eine zusätzliche Bekanntheit, denn hier befand sich die auf Initiative Maxim Gorkis gegründete Petrograder Literatenvereinigung mit Wohnungen, in denen zahlreiche Autoren des Silbernen Zeitalters lebten. Einer von ihnen, Nikolai Gumiljow, wurde in ebendiesem Haus am 3. August 1921 verhaftet, bevor er wenig später von der Staatsmacht wegen konterrevolutionärer Aktivitäten verurteilt und hingerichtet wurde.
Der vorwiegend klassizistischen Bebauung des Abschnitts westlich der Moika stehen vereinzelte Beispiele späterer architektonischer Epochen gegenüber, allen voran das Haus 7–9 mit seiner an die italienische Palais-Architektur angelehnten granitverkleideten Fassade im Renaissance-Stil (erbaut 1911–12) sowie das als Schulgebäude errichtete Haus 14 aus den 1930er-Jahren. Letzteres ist weniger aufgrund seiner vereinfachten neoklassizistischen Gestalt bekannt, sondern vielmehr durch das seit der Zeit der Leningrader Blockade erhaltene Schild am zentralen Portal der Fassade, das die Bevölkerung vor dem Aufenthalt auf dieser Straßenseite im Fall eines Artilleriebeschusses warnt.

### Von der Moika bis zum Gribojedow-Kanal

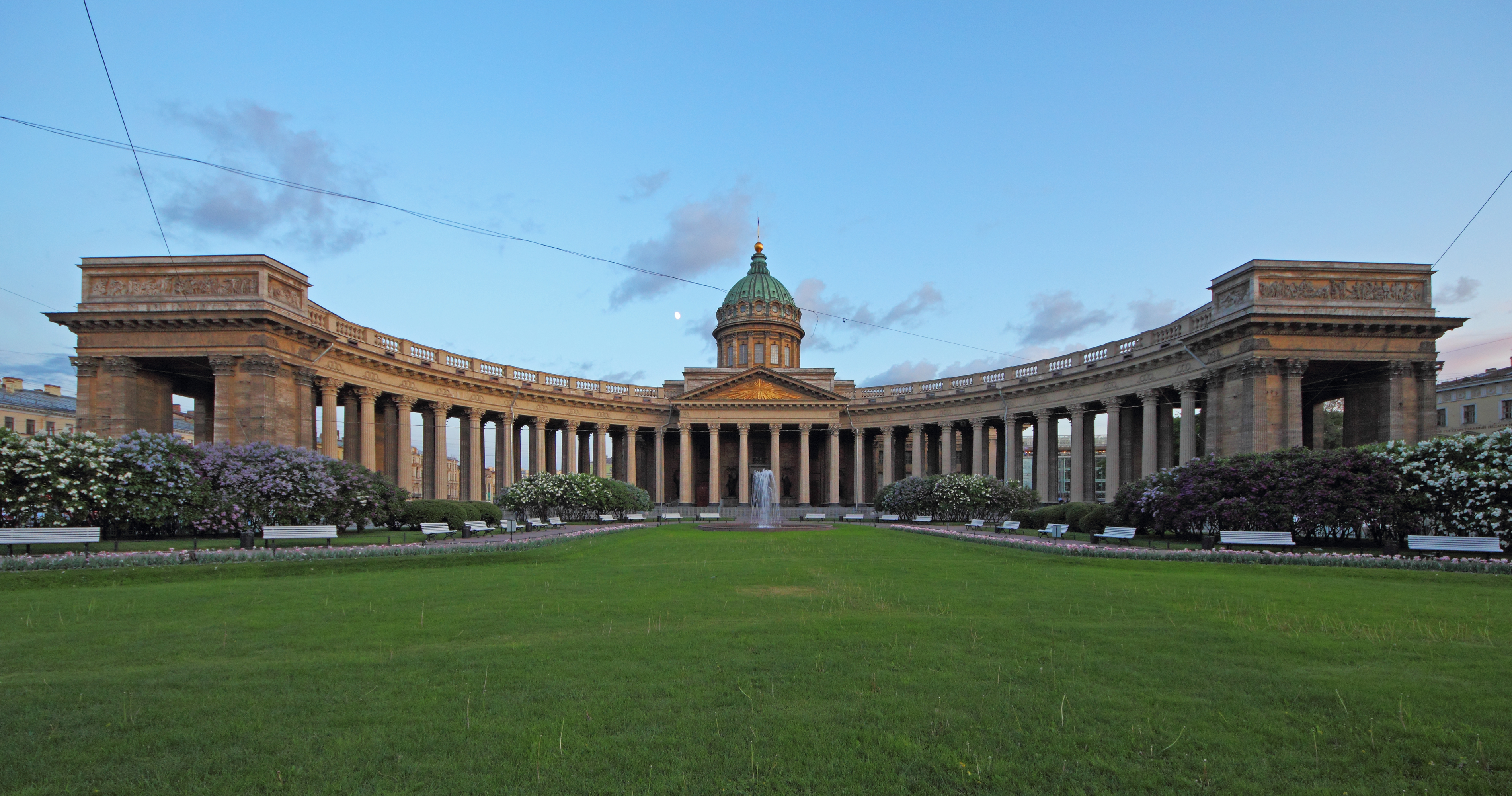
Kasaner Kathedrale

Dieser relativ kurze Prospektabschnitt wurde zwar zu etwa gleicher Zeit verlegt wie der Abschnitt westlich der Moika, jedoch ist die Straße hier und im Folgenden mit rund 40 Metern nahezu doppelt so breit. Auch befinden sich hier neben repräsentativen Wohnresidenzen gleich mehrere Sakralbauten unterschiedlicher christlicher Konfessionen, von denen die russisch-orthodoxe Kasaner Kathedrale an der Südseite der Straße ein besonders auffälliges Bauwerk ist. Die 1801–11 von Andrei Woronichin an der Stelle eines älteren Gotteshauses errichtete Kathedrale ist mit ihrer halbrunden 96-säuligen Kolonnade der korinthischen Ordnung und der markanten Dachkuppel ein besonders ausgeprägtes Beispiel des Petersburger Klassizismus des frühen 19. Jahrhunderts und mit einer Höhe bis zum Kuppelkreuz von 71,5 Metern auch das höchste Gebäude auf dem Prospekt. Weniger monumental, jedoch für diesen Straßenabschnitt ebenfalls charakteristisch sind die evangelisch-lutherische St.-Petri-Kirche aus den Jahren 1833–38 mit den beiden sie umgebenden Gemeindehäusern (Häuser 22–24) sowie das 1831–37 errichtete ehemalige Gottes- und Gemeindehaus der Niederländisch-reformierten Kirche (Haus 20, Ecke des Prospekts mit dem Moika-Ufer), ein weiterer Vertreter der klassizistischen Sakralarchitektur auf dem Newski.

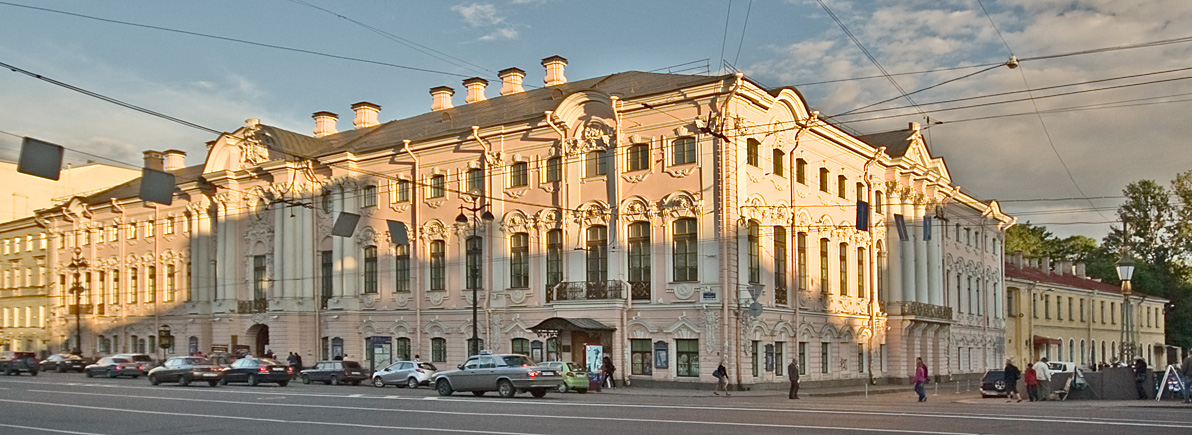
Stroganow-Palais

Im Gegensatz jedoch zum vorherigen Abschnitt weist die hiesige Bebauung eine größere Abwechslung an architektonischen Stilen auf als das vorwiegend klassizistische Ensemble westlich der Moika. Eine Besonderheit ist hier vor allem das Stroganow-Palais (Haus 17), das an der Südseite des Prospekts an der Ecke zum Moika-Ufer steht. Bei diesem 1753–54 vom renommierten italienischstämmigen Palastarchitekten Bartolomeo Francesco Rastrelli errichteten Bauwerk handelt es sich nicht nur um eines der ältesten erhaltenen Gebäude auf dem Prospekt, sondern auch um ein bis in die heutige Zeit weitgehend unverändert gebliebenes Beispiel des frühen Petersburger Barocks, der hier unter anderem durch die charakteristischen konkaven Formen der Dachrisalite und der Fassadenornamente sowie den zweifarbigen Anstrich zum Vorschein kommt. Ein Meisterwerk Rastrellis sind außer den Fassaden auch mehrere Dutzend prunkvoll dekorierte Paradesäle im Inneren des Palastes, die noch im 19. Jahrhundert als Kunstgalerie genutzt wurden und auch heute noch teilweise als Museum dienen. Gegenwärtig ist das Stroganow-Palais das einzige barocke Bauwerk auf dem Newski-Prospekt, das seinen Originalstil bis heute beibehalten hat.

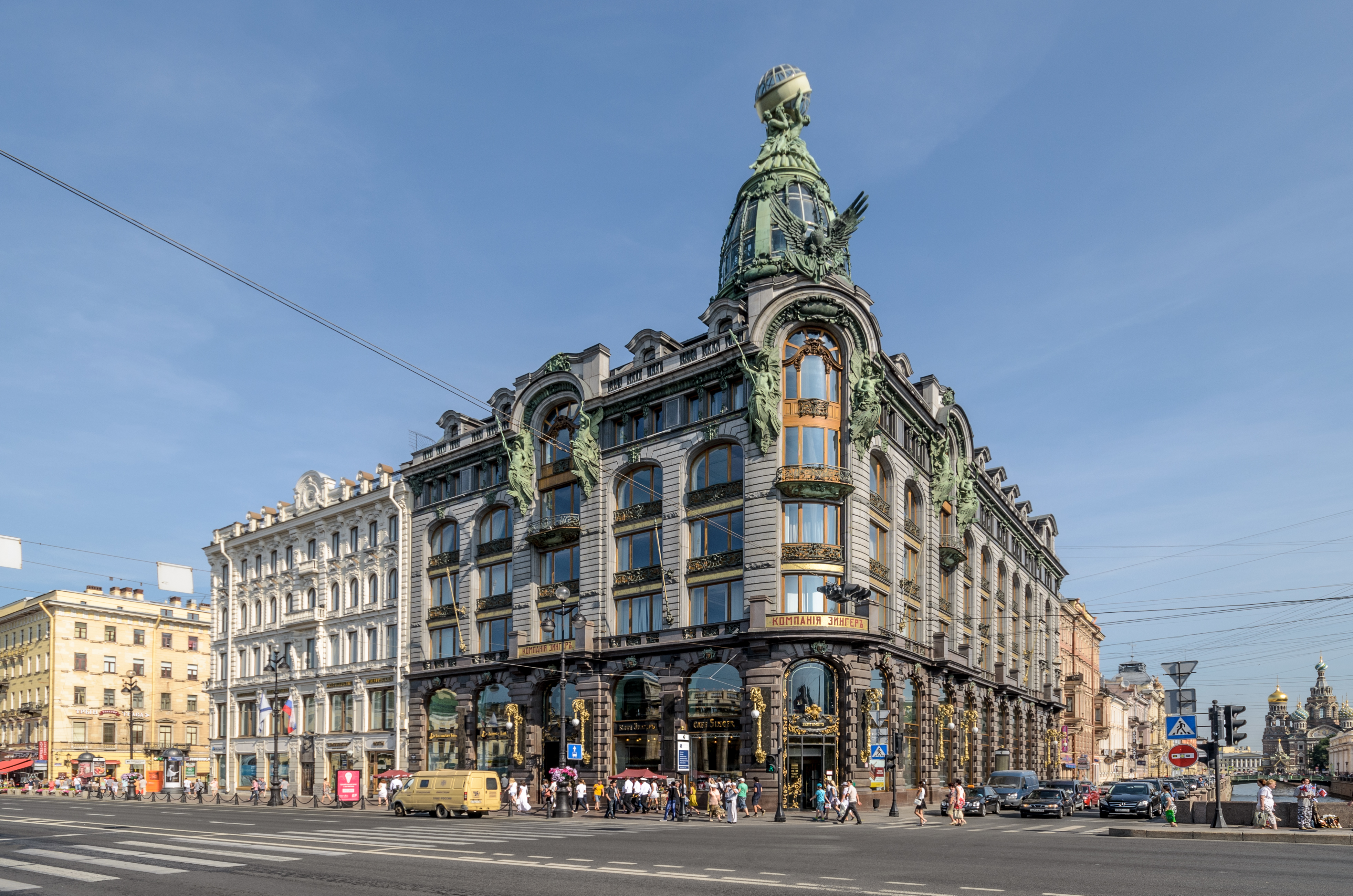
Singer-Haus

Darüber hinaus sind für diesen Abschnitt mehrere besonders markante Bauwerke aus dem späten 19. und frühen 20. Jahrhundert prägend, von denen vor allem das 1902–04 von Pawel Sjusor errichtete Singer-Haus (Haus 28) zu erwähnen ist. Das von einer originellen Dachkonstruktion mit der kronenförmigen Glaskuppel und einem stilisierten Globus mit 2,8 Metern Durchmesser geschmückte siebenstöckige Haus, das bis in die 1920er-Jahre als Sitz des US-amerikanischen Nähmaschinenherstellers Singer diente und heute vor allem durch die sich in den ersten zwei Stockwerken befindende Buchhandlung Haus des Buches (Дом Книги) bekannt ist, stellt ein Paradebeispiel des in der russischen Profanarchitektur des frühen 20. Jahrhunderts populär gewesenen Jugendstils dar. Auf der gegenüberliegenden Straßenseite findet sich ein weiteres originelles Handelsgebäude aus dem frühen 20. Jahrhundert: Das ist das ehemalige Pelzwaren-Kaufhaus Mertens (Haus 21, 1911–12, Architekt: Marian Ljalewitsch). Die Fassadenformen erinnern bei diesem Gebäude an die italienische Neorenaissance-Architektur, besonders auffällig sind jedoch die drei arkadenförmigen Schaufenster, die zusammen den Großteil der mehrgeschossigen Fassade einnehmen. Die Einrichtung dieser Schaufenster wurde durch die für die damalige Zeit noch innovative Verwendung des Stahlbetons in den Fassadenkonstruktionen möglich.

### Vom Gribojedow-Kanal bis zur Fontanka

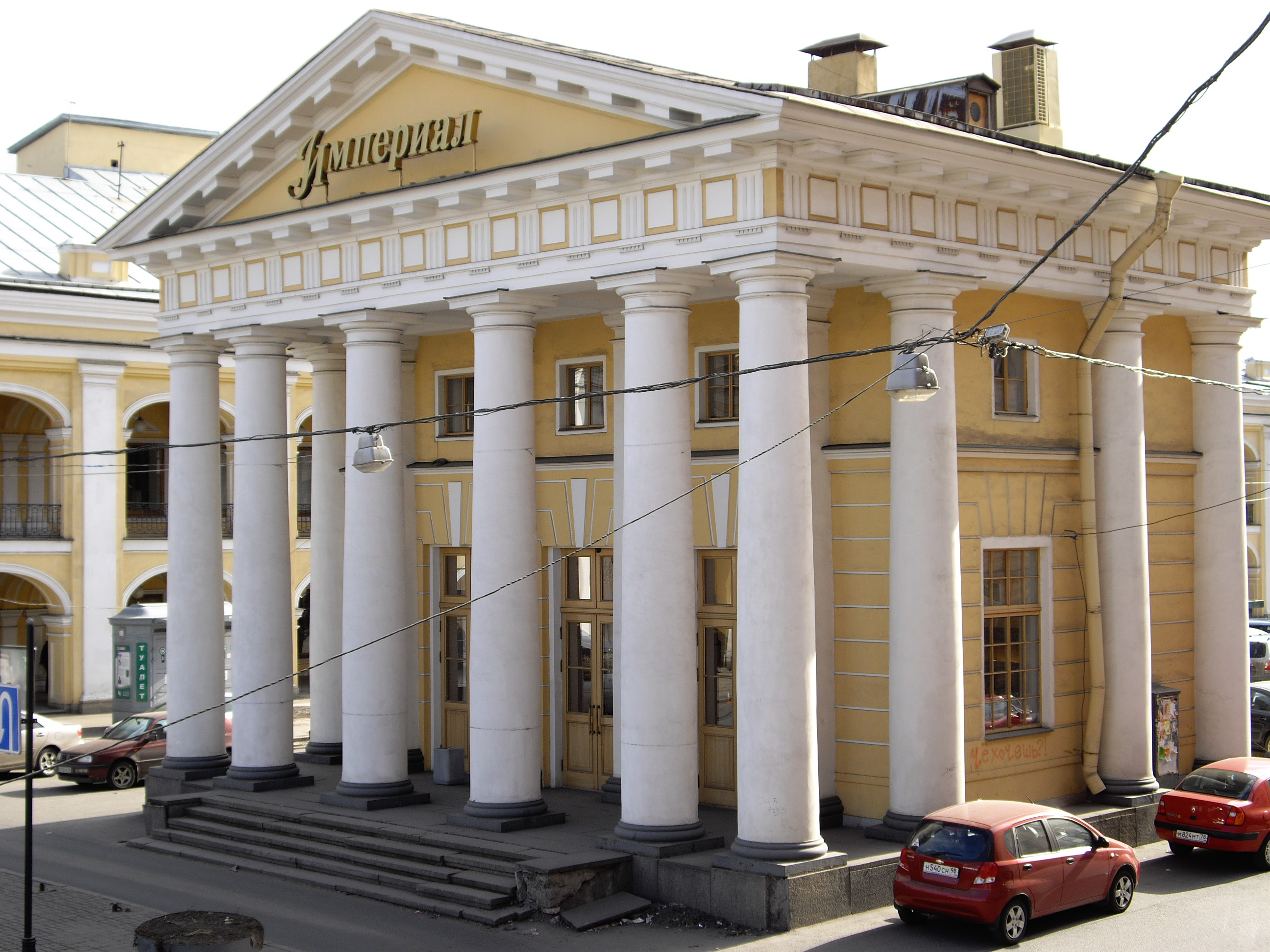
Rusca-Portikus

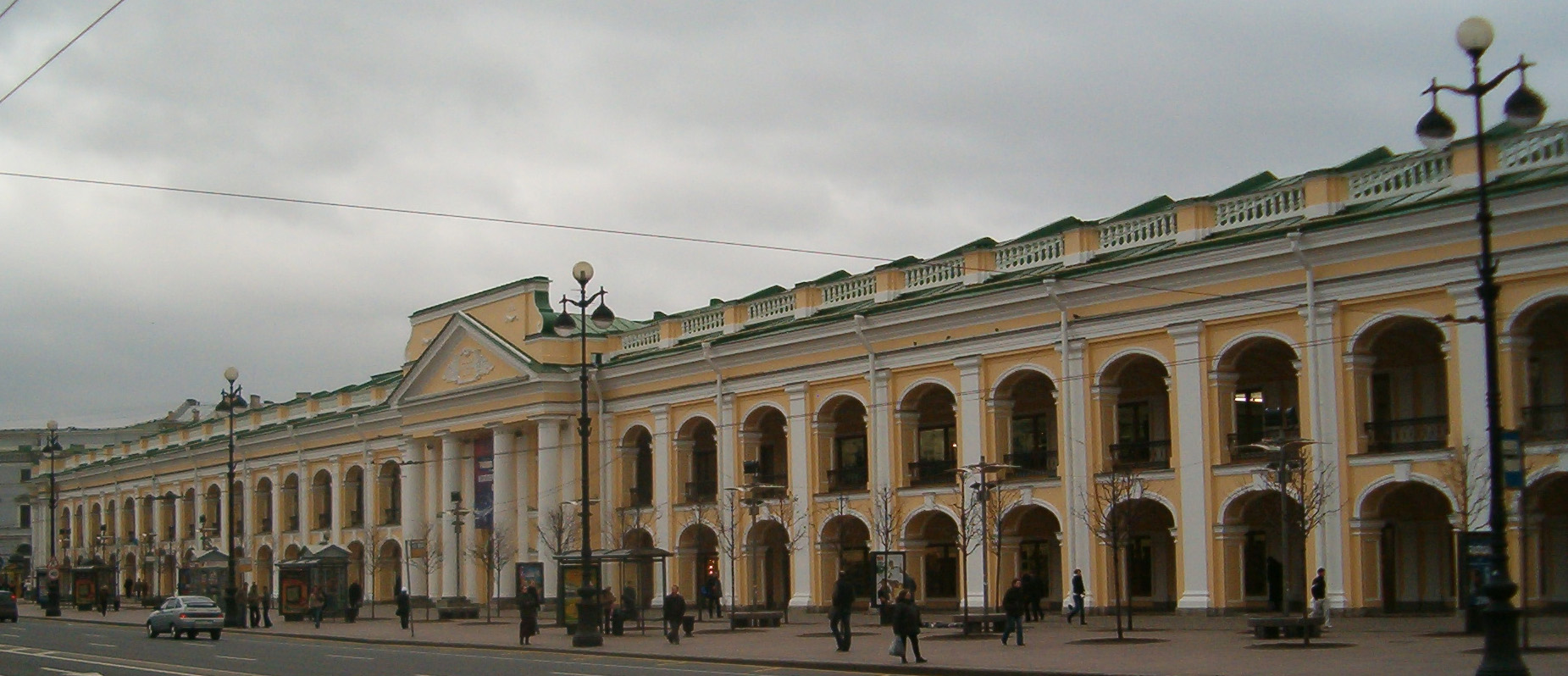
Gostiny Dwor

Die südliche Seite des Prospekts zählt auf diesem Abschnitt nur etwa halb so viele Häuser wie die nördliche, was darauf zurückzuführen ist, dass sie seit dem späten 18. Jahrhundert vornehmlich mit großflächigen Handelsgebäuden bebaut wurde, während sich auf der Nordseite nur Wohnhäuser und kleinere Kontoren- und Handelshäuser sowie eine Kirche finden.
Das Ensemble aus Handelsgebäuden auf der Südseite eröffnen die ehemaligen Silberreihen (Серебряные ряды; Haus 31), ein 1786 nach einem Entwurf von Giacomo Quarenghi fertiggestellter klassizistischer Komplex von Ladenpassagen. Wenige Meter weiter östlich steht mitten in der Kreuzung mit der Duma-Straße der in den 1970er-Jahren originalgetreu wiederaufgebaute sechssäulige und mit einem Dreiecksgiebel abgeschlossene dorische Portikus, der bei seinem Bau 1805–06 ein Teil der einige Jahre früher erbauten Federnreihen (Перинные ряды), eines weiteren klassizistischen Handelsbauwerkes in diesem Bereich, darstellte. Überquert man die Duma-Straße in östliche Richtung, gelangt man schließlich zu dem monumentalsten und bekanntesten Handelsgebäude auf dem Newski – das ist das 1761–85 von Jean-Baptiste Vallin de La Mothe und Bartolomeo Francesco Rastrelli errichtete Kaufhaus Gostiny Dwor (wörtlich „Handelshof“; Haus 35). Das 280 Meter lange und ein ganzes Viertel belegende Gebäude, das mit seinen zweistöckigen offenen Arkadenreihen und dem zentralen Portikus aus vier toskanischen Säulen ein frühes Paradebeispiel des Petersburger Klassizismus darstellt, diente im 19. Jahrhundert zahlreichen Handelsbauten in russischen Provinzstädten als Vorbild und ist heute ein edles Einkaufszentrum. In Höhe des Gostiny Dwor erreicht der Newski-Prospekt mit 58 Metern seine maximale Breite.
Eine weitere architektonische Dominante der Südseite dieses Abschnitts ist der 1799–1804 erbaute sogenannte Duma-Turm (Haus 33/1), der seinen Namen dem benachbarten ehemaligen Gebäude des Stadtparlaments (Duma) verdankt und heute nur noch eine dekorative Funktion hat. Die beiden Bauwerke zwischen dem Gostiny Dwor und dem Fontanka-Ufer stellen ebenfalls eine Sehenswürdigkeit dar. Das alte Gebäude der Russischen Nationalbibliothek (Haus 37), das 1828–34 durch den Stadtbaumeister Carlo Rossi umgestaltet wurde, setzt das prunkvolle klassizistische Ensemble sowohl dieses Straßenabschnitts des Newski als auch des benachbarten Lomonossow-Platzes wenige Hundert Meter südlich hiervon fort. Das sich östlich anschließende Anitschkow-Palais (Haus 39), das nach der hiesigen Fontanka-Brücke benannt wurde, ist einer der Petersburger Prachtbauten von Bartolomeo Francesco Rastrelli und wies bei seiner Fertigstellung 1741–54 – ähnlich dem bereits erwähnten Stroganow-Palais – barocke Formen auf, die allerdings beim klassizistischen Umbau 1776–78 verlorengingen. Besonders bekannt ist dieses Palais jedoch dadurch, dass es noch bis ins 20. Jahrhundert hinein als eine dem Romanow-Haus gehörende Residenz mehrerer Großfürsten diente. Der prominenteste Bewohner war Ende des 19. Jahrhunderts Zar Alexander III., der auch in der Zeit seiner Herrschaft des Öfteren hier lebte. Das auf dem Vorhof des Palais stehende Gebäude mit dem „Kabinett Seiner Kaiserlichen Majestät“ wurde 1803–05 von Giacomo Quarenghi erbaut.

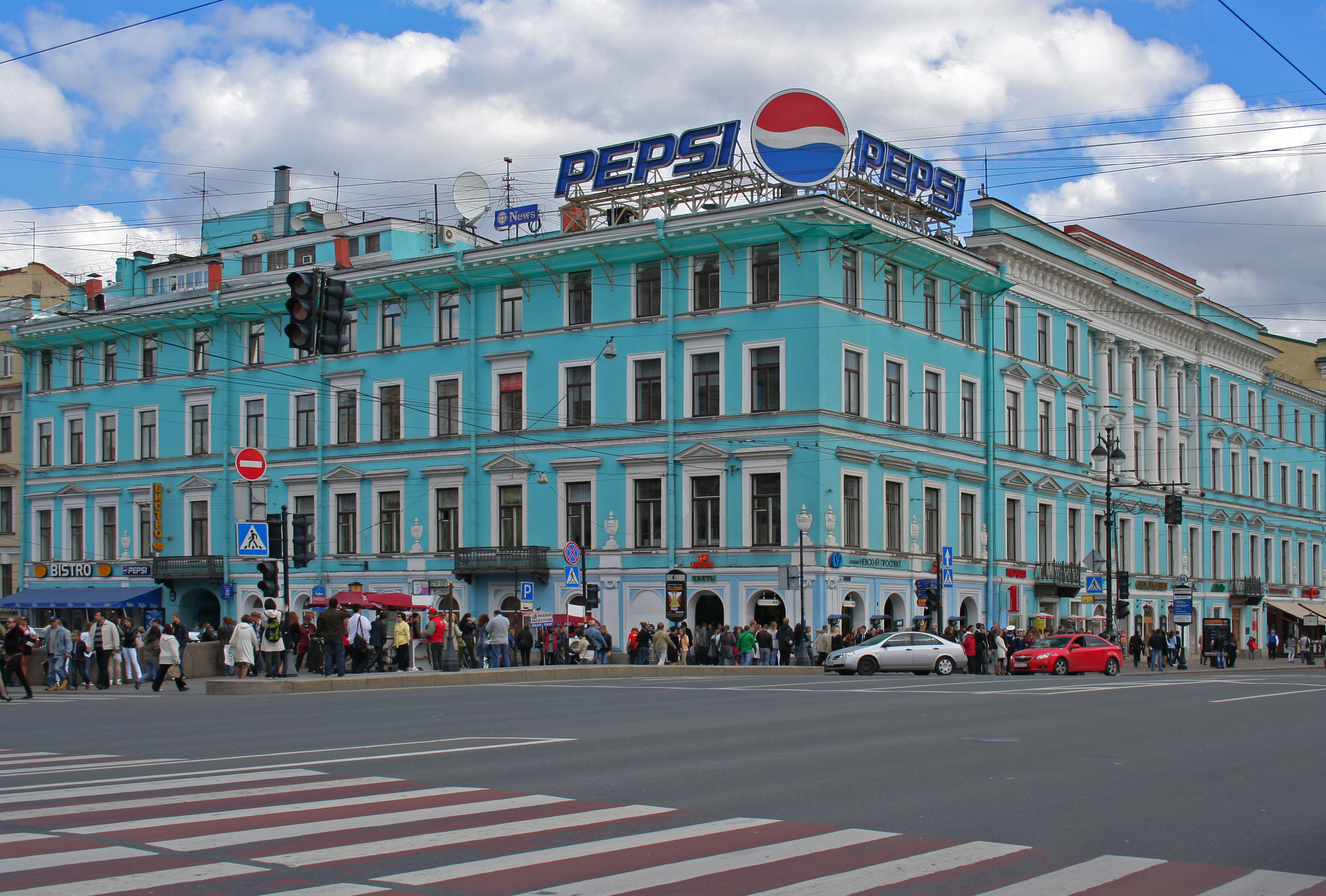
Haus 30

Für die wesentlich mehr Häuser umfassende Nordseite des Abschnitts ist, ähnlich wie für die gleiche Seite des vorherigen Abschnitts, ein Aneinanderreihen vorwiegend klassizistischer Wohngebäude charakteristisch, wobei man immer wieder auf Ausnahmen hinsichtlich sowohl der Gebäudebestimmung als auch des Stils stößt. So war das den Abschnitt eröffnende Haus an der Ecke zum Kanalufer (Haus 30; in ihm befindet sich auch einer der Zugänge der U-Bahn-Stationen Newski Prospekt und Gostiny Dwor) bei seinem Bau 1759–61 durch Rastrelli ein barockes Gebäude, bis es im frühen 19. Jahrhundert seine heutige klassizistische Gestalt erhielt. Gleich weiter östlich stehen die beiden römisch-katholischen Gemeindehäuser (Häuser 32–34) und zwischen ihnen, in den Hintergrund gerückt, die Kirche der hl. Katharina von Alexandrien, das bekannteste katholische Gotteshaus Petersburgs, erbaut 1763–82 von Domenico Trezzini, Jean-Baptiste Vallin de La Mothe und Antonio Rinaldi. Das nächste Gebäude (Haus 36) ist das Anfang des 19. Jahrhunderts errichtete klassizistische Eckhaus mit dem Grand Hotel Europe, einem der bekanntesten und nobelsten Hotels in Russland. Zwei Häuser weiter (40–42) steht mit der armenischen apostolischen Kirche St. Katharina (1771–1780, Architekt: Georg Friedrich Veldten) zwischen den beiden Gemeindehäusern ein weiteres Beispiel für die vielfältige Sakralarchitektur auf dem Newski-Prospekt. Darüber hinaus finden sich zwei markante Jugendstilbauwerke auf diesem Abschnitt: Das ist zum einen das Haus 46 – ein von Leonti Benois 1901–02 errichtetes Geschäftsgebäude – sowie, wenige Häuser weiter, das 1902–03 in seinen heutigen Jugendstilformen umgebaute Gebäude des Feinkostladens Jelissejew (Haus 56), dessen Interieurs eine ähnliche prunkvolle Gestalt aufweisen, wie dies beim gleichnamigen Laden in der Moskauer Twerskaja-Straße der Fall ist. Ein weiteres bekanntes Handelsgebäude in diesem Bereich des Prospekts ist die 1846–48 im Neorenaissance-Stil errichtete Passage (Пассаж; Haus 48), deren mit Glas überdachte Innengalerie mit zahlreichen Ladenlokalen und einer Konzerthalle für Russland in der damaligen Zeit eine absolute Neuerung darstellte.

### Von der Fontanka bis zum Platz des Aufstandes

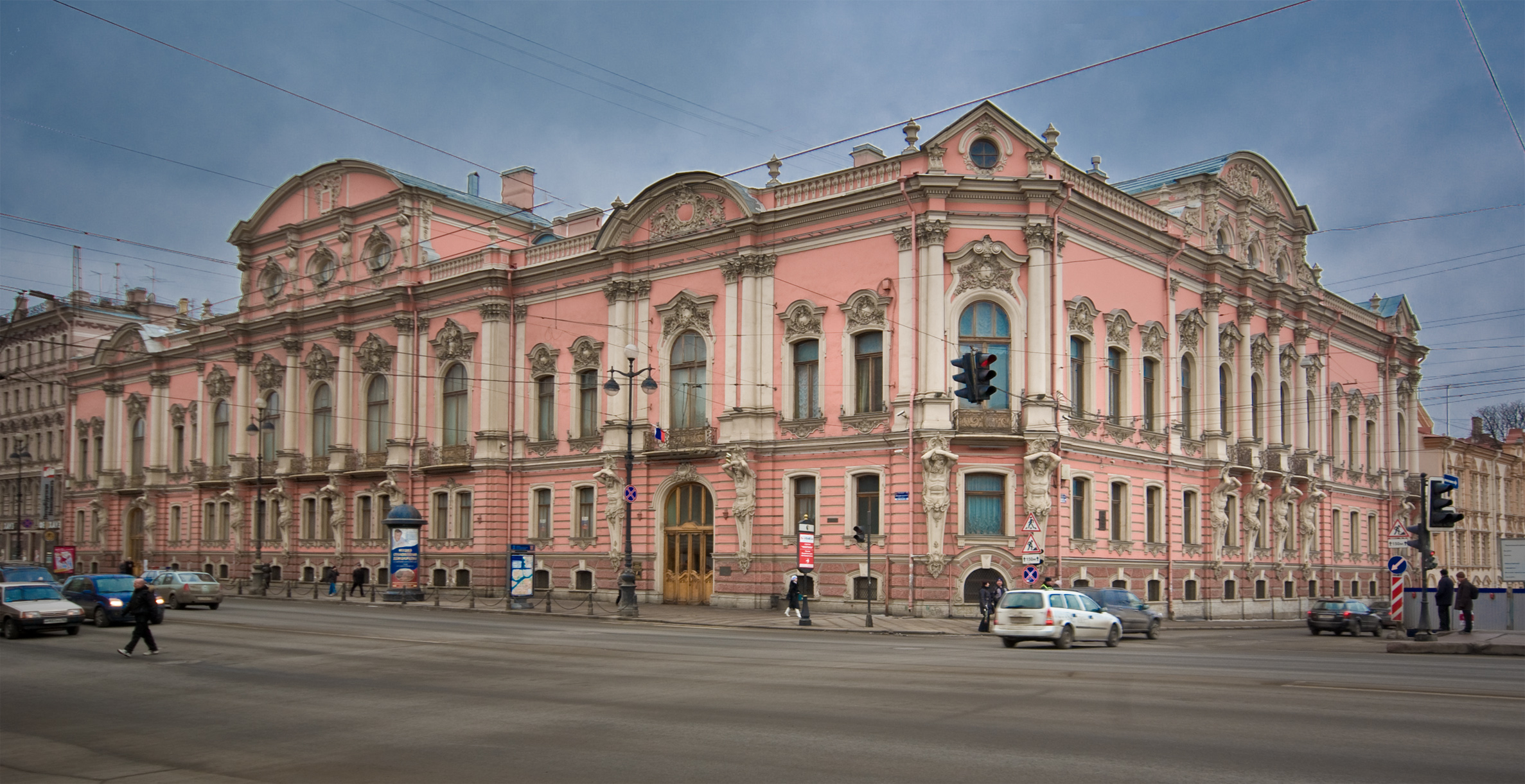
Belosselski-Haus

Da entlang des Flusses Fontanka etwa bis Mitte des 18. Jahrhunderts die östliche Stadtgrenze Petersburgs verlief, begann die aktive Bebauung dieses Abschnitts wesentlich später als die der vorherigen, und auch in der Repräsentativität der hiesigen Gebäude kann die Gegend östlich der Anitschkow-Brücke nicht mit der westlichen Prospekthälfte mithalten. Die bekannteste Sehenswürdigkeit auf diesem Abschnitt stellt die Anitschkow-Brücke selbst dar: Sie wurde 1841 an der Stelle einer Vorgängerbrücke aus den 1780er-Jahren aufgestellt und erhielt kurz darauf ihre vier charakteristischen dekorativen Skulpturen mit der Darstellung jeweils eines ein Ross bändigenden Jünglings nach einem Entwurf des Bildhauers Peter Clodt von Jürgensburg.
Auffällig sind auch die beiden Häuser an der Kreuzung mit der Fontanka-Uferstraße, gleich östlich der Anitschkow-Brücke: An der Südseite ist es das 1799–1800 errichtete, ursprünglich klassizistische Palais der Fürsten Belosselski-Beloserski (Haus 41), dessen Stil beim Umbau Mitte des 19. Jahrhunderts durch Andrei Stackenschneider an die barocke Petersburger Palaisarchitektur angelehnt wurde und daher äußerlich in gewisser Weise dem Stroganow-Palais ähnelt. Ihm gegenüber (Haus 68) steht ein ebenfalls palaisähnliches, jedoch relativ neues Gebäude: Es wurde in den 1940er-Jahren als Sitz einer Stadtbezirksverwaltung in einem ausgeprägt neoklassizistischen Stil mit zwei korinthischen Säulen und einem mit Skulpturen dekorierten Dreiecksgiebel in der Fassadenmitte erbaut. Die Besonderheit ist hierbei, dass beim Bau Reste eines alten Palais aus dem späten 18. Jahrhundert, das den deutschen Bombardements im Zweiten Weltkrieg zum Opfer gefallen war, in die Bausubstanz einbezogen wurden – insbesondere wurde die Paradetreppe des alten Gebäudes weitgehend unverändert in das Interieur des neuen integriert.
In der sich größtenteils im Laufe des 19. Jahrhunderts formierten Bebauung des Straßenabschnitts östlich davon spielen ehemalige Zinshäuser, Pensionen und Hotelbauten eine Schlüsselrolle, was allen voran auf die Nähe des 1851 erbauten Moskauer Bahnhofs und somit die Bedeutung dieses Straßenabschnitts als eine erste Anlaufstelle für mit der Eisenbahn angereiste Stadtbesucher zurückzuführen ist. Ein Großteil dieser Häuser ist in vereinfachten klassizistischen, neoklassizistischen oder eklektischen Formen ausgeführt, aber auch der Jugendstil ist hier anzutreffen (Haus 65, Architekt: Leonid Fufajewski, 1902–04). Anfang des 20. Jahrhunderts eröffnete gerade auf diesem Abschnitt des Newski eine Vielzahl von Lichtspielhäusern, von denen einige – meist in einem separaten Flügel im Hinterhof des jeweiligen Hauses untergebracht – auch heute noch als solche erhalten sind (Beispiel: Colosseum (russ. Колизей); 1907, Haus 100, Architekt: Leonid Fufajewski).

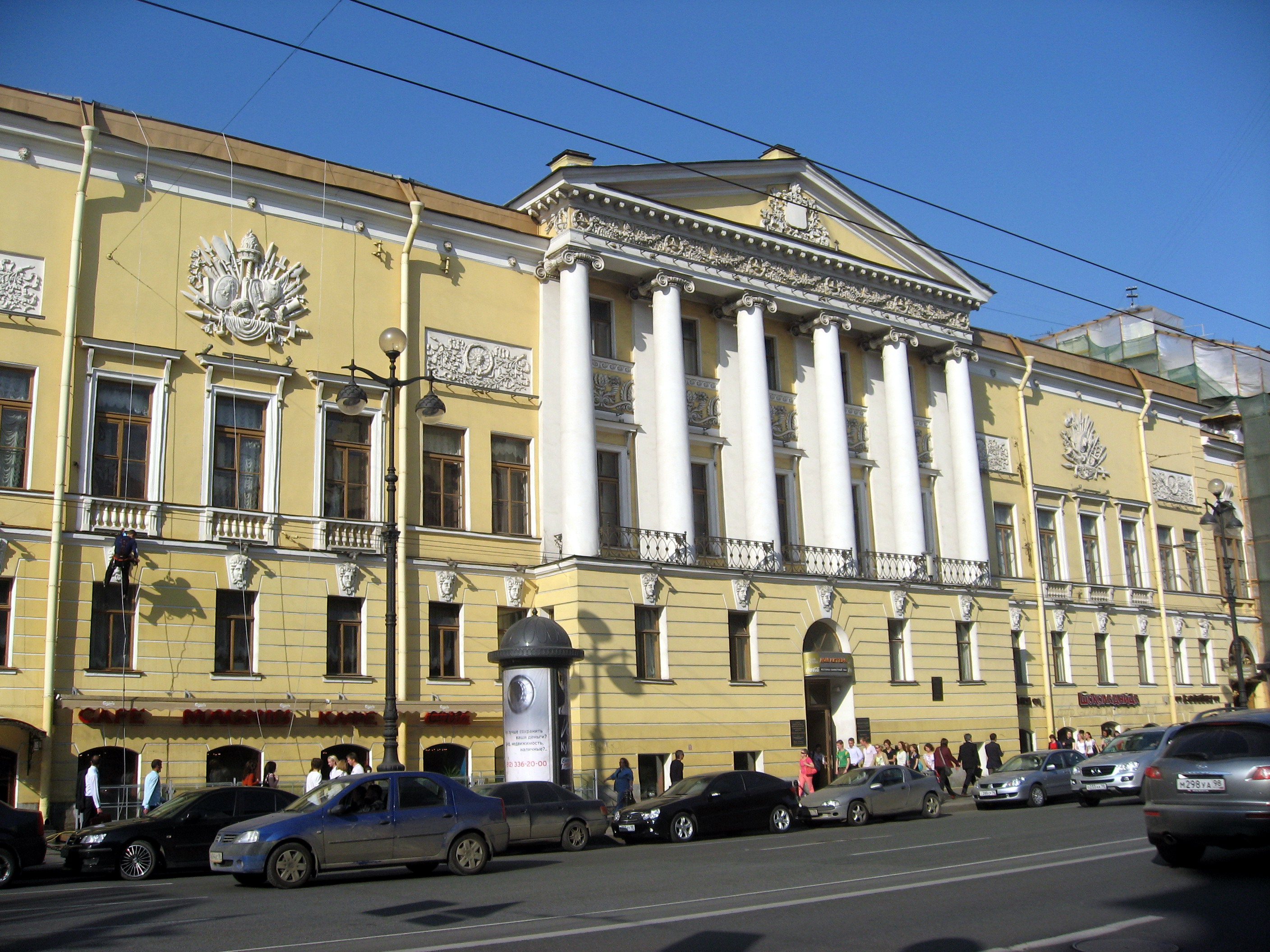
Haus 86

Erwähnenswert ist schließlich das Haus 86, das sich mit seiner streng klassizistischen, palaisartigen Gestalt visuell von benachbarten Gebäuden abhebt. Im 19. Jahrhundert gehörte das Gebäude dem Staatsmann und Kunstmäzen Nikolai Jussupow und wurde mehrmals für Kunstausstellungen genutzt. Auffällig an der Architektur ist der mittlere Portikus mit einem Dreiecksgiebel, mit dem der Architekt Michail Owsjannikow 1814–18 die Fassade zum Prospekt ausschmückte. Die inneren Paradesäle (heute vom „Bund der Theaterschaffenden Russlands“ belegt) stammen vom klassizistischen Baumeister Gaspare Fossati.

### Platz des Aufstandes

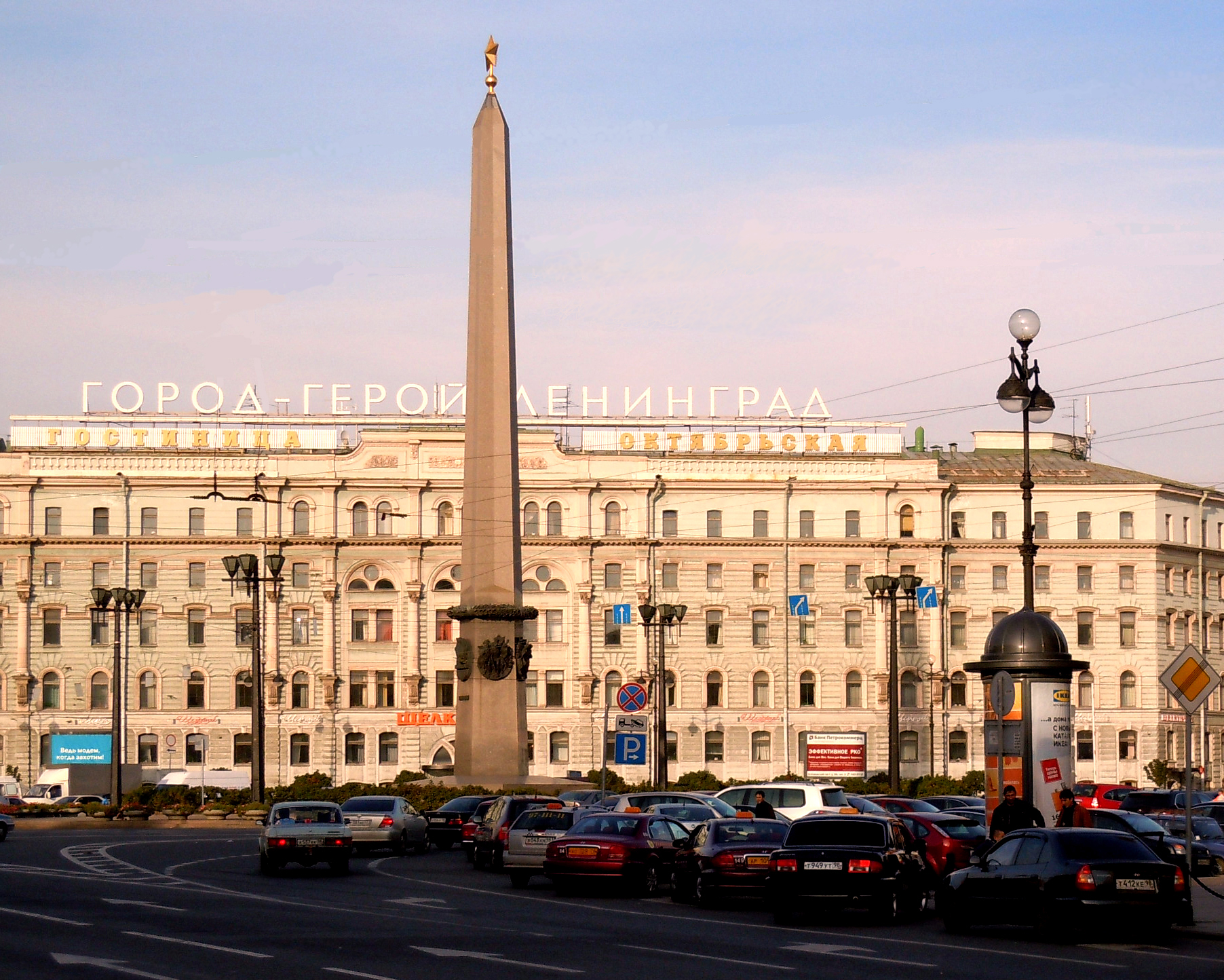
Platz des Aufstands: Im Hintergrund das Hotel Oktjabrskaja, im Vordergrund der Obelisk

Den heutigen Platz des Aufstandes (russ. Площадь Восстания) bildet die Kreuzung des Newski-Prospektes mit mehreren anderen Straßen, darunter mit dem von Nord nach Süd verlaufenden Ligowski-Prospekt. Diese für den Verkehr im Zentrum Petersburgs heute ebenfalls wichtige Straße entstand Ende des 18. Jahrhunderts an der Stelle des ehemaligen Liga-Kanals, der kurz davor zugeschüttet worden war. Innerhalb Petersburgs folgt der Ligowski-Prospekt fast genau dem Verlauf der alten Handelsstraße nach Nowgorod, womit der Platz des Aufstandes im Wesentlichen an jener Stelle liegt, wo sich seinerzeit die Newski-Perspektivstraße mit der Nowgoroder Straße kreuzte. Entsprechend handelt es sich beim Abschnitt des Prospekts östlich davon um den sogenannten Alten Newski-Prospekt, jenen Straßenteil also, der von Mönchen des Alexander-Newski-Klosters verlegt wurde.

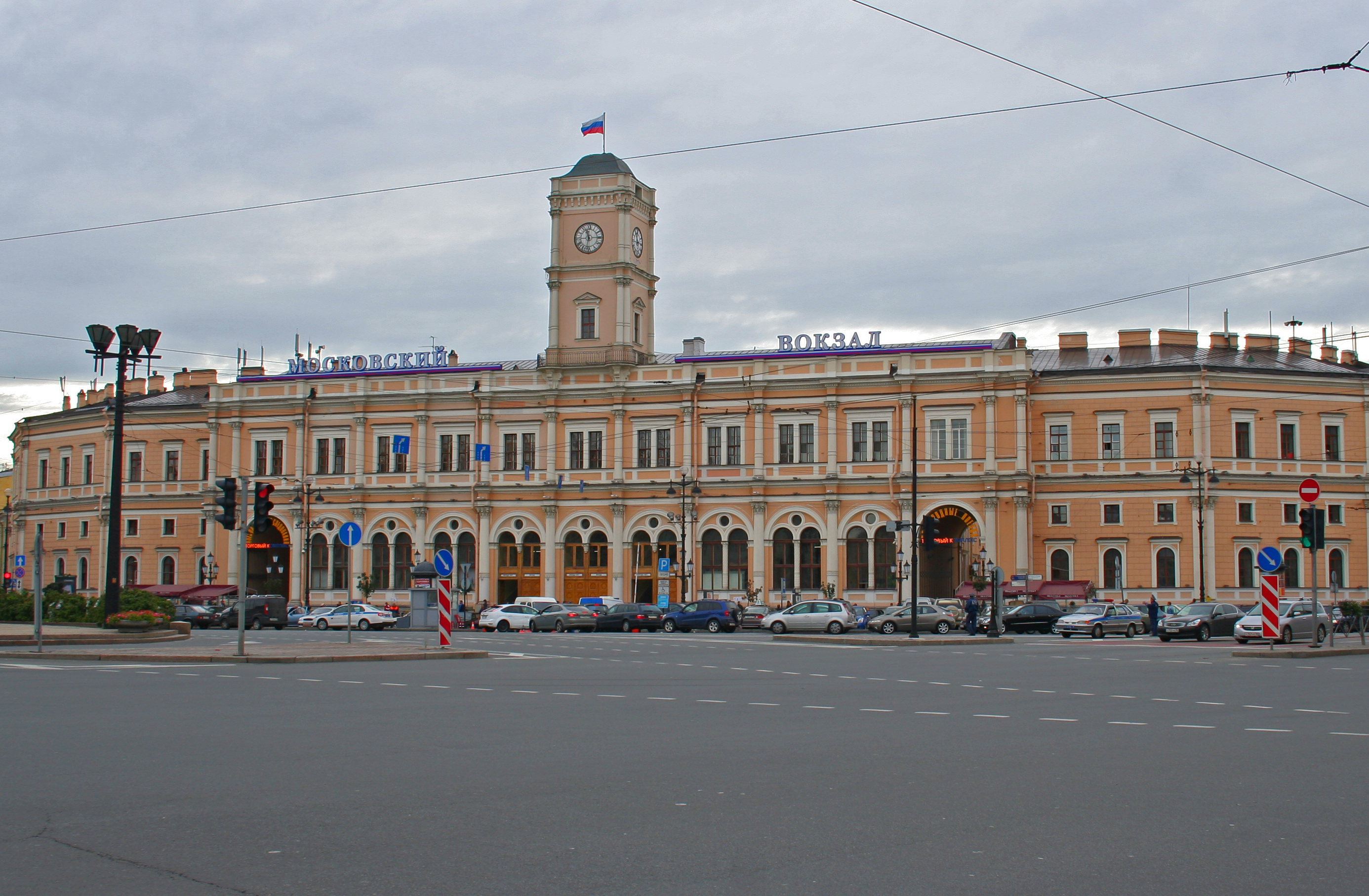
Moskauer Bahnhof in Sankt Petersburg

Seinen Status als eines der Haupteinfalltore der Stadt festigte der vormals nur sporadisch bebaute Platz endgültig mit dem 1844–51 erfolgten Bau des Moskauer Bahnhofs (damals Nikolaus-Bahnhof). Dessen Empfangsgebäude (Haus 85), das die gesamte Südseite des Platzes einnimmt, ist bis heute das dominierende Bauwerk auf diesem annähernd trapezförmigen Platz. Es wurde zeitgleich mit dem Bau des Bahnhofs und der zugehörigen Bahnstrecke Sankt Petersburg–Moskau nach einem Entwurf von Konstantin Thon errichtet. Den zentralen Teil der Fassade zum Platz gestaltete Thon im Stil eines westeuropäischen Rathauses, die streng symmetrische Komposition wird oben mit einem dekorativen Uhrturm gekrönt. Die Seitenflügel und der Fortsetzungsbau zum Ligowski-Prospekt hin entstanden erst bei späteren Erweiterungen, zuletzt 1967, als im Gebäude ein gemeinsames Zugangsvestibül der beiden den Platz anbindenden U-Bahn-Stationen Ploschtschad Wosstanija und Majakowskaja eingerichtet wurde.
Das heutige Ensemble der gegenüberliegenden Seite des Platzes entwickelte sich wesentlich später: Seit Ende des 18. Jahrhunderts und noch bis 1940 prägte sie ein russisch-orthodoxes Kirchengebäude, die Gottesmutter-vom-Zeichen-Kirche (Snamenskaja-Kirche; russ. Знаменская церковь), die dem Platz auch seinen ursprünglichen Namen Snamenskaja-Platz gab (in Platz des Aufstandes wurde er erst 1918 zum Gedenken an die hiesigen Massenproteste in den Tagen der Februarrevolution 1917 umbenannt). 1955 wurde genau an der Stelle der inzwischen auf Geheiß der Sowjetmacht abgerissenen Kirche das nördliche Zugangsgebäude der U-Bahn-Station Ploschtschad Wosstanija errichtet. Es weist eine monumentale neoklassische Gestalt auf, einige dekorative Elemente wie die zentrale Rotunde mit Kolonnade und Turmspitze sind an die klassizistische Architektur der ehemaligen Kirche angelehnt.
Östlich davon, direkt gegenüber dem Empfangsgebäude des Moskauer Bahnhofs, steht der ebenfalls klassizistische Bau des Hotels Oktjabrskaja (Haus 118; ehemals nach dem Platz Snamenskaja genannt), der zeitgleich mit dem Bahnhof entstand und bis heute die Rolle der repräsentativsten Unterkunft im näheren Umfeld des Bahnhofs innehat.
Den Raum im Zentrum des Platzes belegt der 1985 zum Gedenken an den 40. Jahrestag des Sieges der Sowjetunion über Nazi-Deutschland aufgestellte Obelisk Der Heldenstadt Leningrad (Городу-герою Ленинграду), eine 36 Meter hohe fünfkantige Granitstele, die von einem symbolischen fünfeckigen goldenen Stern gekrönt wird und im unteren Bereich mit einer Reliefkomposition mit Motiven zur Verteidigung Leningrads während der deutschen Belagerung (1941–44) versehen ist. In den Jahren 1909 bis 1937 stand genau an dieser Stelle ein in Form eines Reiterstandbildes ausgeführtes Denkmal für den Kaiser Alexander III.

### Alter Newski-Prospekt und Alexander-Newski-Platz

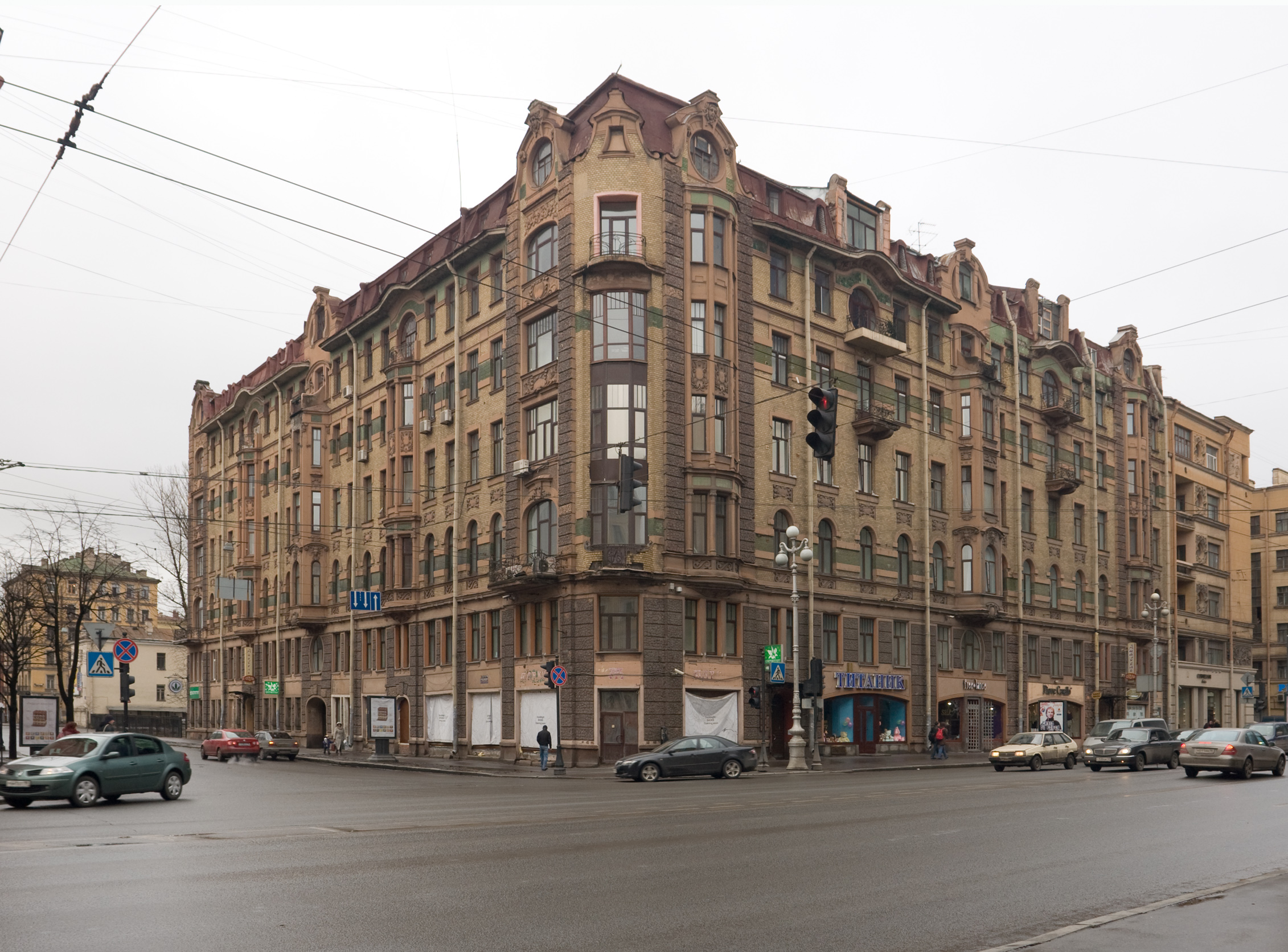
Haus 147–149

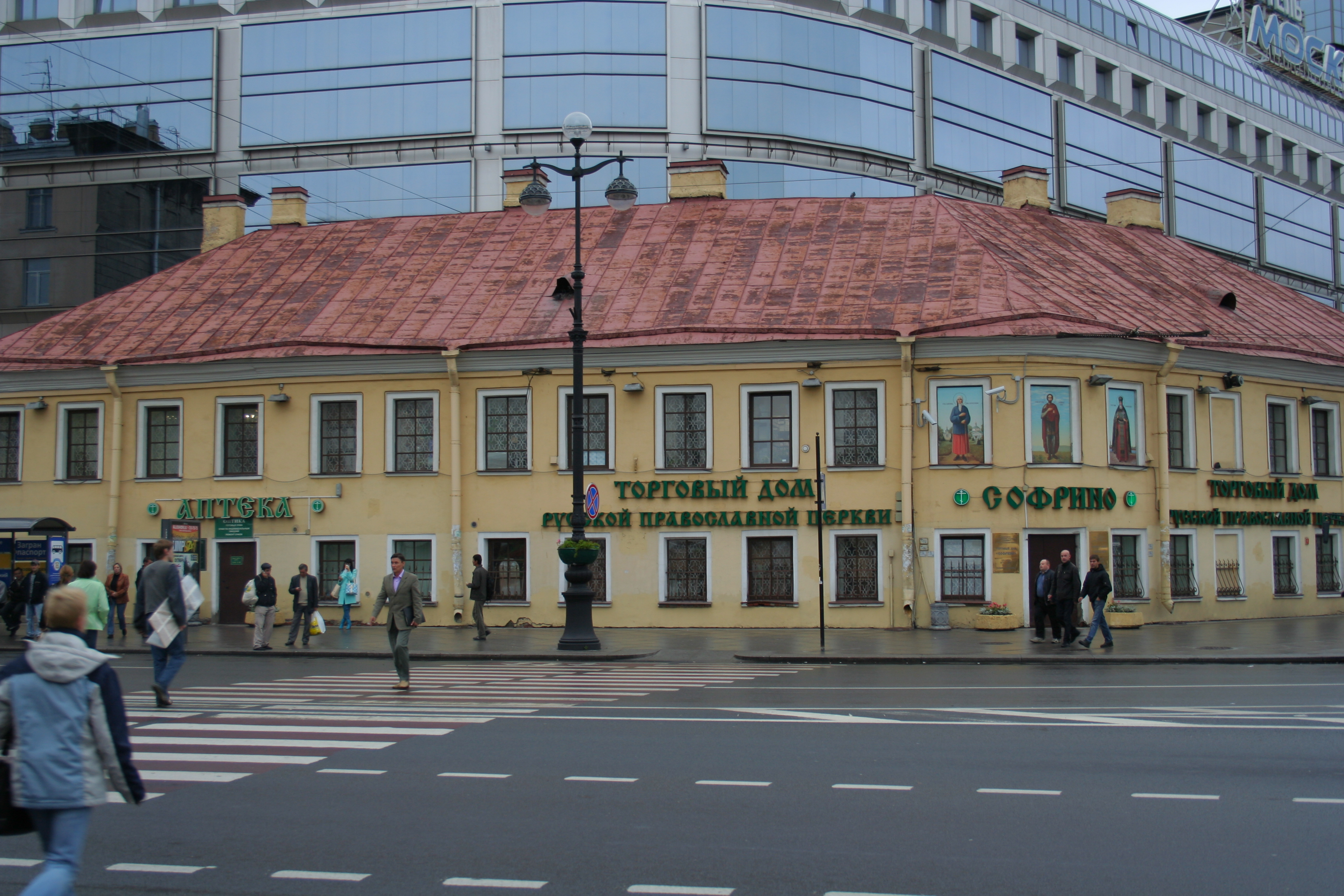
Haus 190, im Hintergrund ein Stück der Glasfassade des Hotels Moskwa

Der gemeinhin als Alter Newski-Prospekt bekannte Weg zwischen der alten Nowgoroder Handelsstraße und dem Alexander-Newski-Kloster erfüllte im Gegensatz zum Rest des Prospektes nie eine Funktion als Stadteinfahrt und wurde deshalb weitaus zögerlicher und weniger aufwändig bebaut. Bis ins späte 19. Jahrhundert hinein überwog hier sogar eine einfache ländliche Architektur, die weit mehr Ähnlichkeiten mit traditioneller Architektur russischer Provinzstädte als mit dem klassizistisch geprägten Stadtkern Petersburgs aufwies. Heute kann man auf dem Alten Newski-Prospekt noch zwei Häuser aus der Anfangszeit der Straße sehen: Das sind die beiden zweigeschossigen Gebäude unmittelbar vor der Einmündung des Prospekts in den Alexander-Newski-Platz (Häuser 177 bzw. 190).
Auch noch Jahrzehnte nach der Fertigstellung des Moskauer Bahnhofs blieb der Alte Newski-Prospekt eine überaus bescheidene Wohngegend, die vorzüglich von Handwerkern, kleineren Kaufleuten und Beamten und am östlichen Ende auch vom Klerus des Klosters und vom Lehrpersonal der Klosterschulen bewohnt wurde. Erst ab Ende des 19. Jahrhunderts entstanden hier massive Häuser, von denen viele – die bahnhofsnahe Lage ausnutzend – als Zinshäuser und meist kleinere Hotels und Pensionen betrieben wurden. Einige dieser Zinshäuser wurden von bekannten Petersburger Stadtbaumeistern errichtet und weisen reichlich dekorierte Fassaden mit Elementen des Neoklassizismus oder des Jugendstils auf, wie man es sonst etwa vom Prospektabschnitt zwischen der Fontanka und dem Platz des Aufstands gewohnt ist. Das gilt beispielsweise für die Häuser 140 (1901–02, Architekt: Alexander Chrenow), 158 (1874, Architekt: Iwan Bulanow), 109 (1878–79, Architekt: Wassili Nekora) sowie für das im Jugendstil ausgeführte Haus 147–149 (1905–07, Architekt: Pjotr Batujew).
Es sind auf diesem Abschnitt des Newski-Prospekts auch etliche Bauwerke aus der Sowjetzeit und sogar aus den 1990er- und 2000er-Jahren zu finden, die auf Grundstücken errichtet sind, welche vormals von weniger repräsentativen Gebäuden belegt waren. Manche dieser neueren Bauwerke stellen selbst ein architektonisches Denkmal ihrer Zeit dar, so beispielsweise das im Stil des frühsowjetischen Konstruktivismus erbaute Wohnhaus nach einem Entwurf des Architekten Josef Waks (1930er-Jahre, Haus 144–146).
Auf dem Alexander-Newski-Platz (Площадь Александра Невского), vor dem der Newski-Prospekt endet, fällt neben den beiden zweigeschossigen Häusern aus dem 18. Jahrhundert vor allem die Torkirche des Alexander-Newski-Klosters an der Südseite des Platzes auf. Sowohl diese beiden Häuser als auch die Kirche stammen aus einem Entwurf von Iwan Starow und entstanden Ende des 18. Jahrhunderts. Etwa zur gleichen Zeit wurde auch der Platz angelegt. Seinen heutigen Namen (der mit einer Unterbrechung in den Jahren 1923–56, als der Platz in Anlehnung an den zentralen Platz Moskaus offiziell „Roter Platz“ hieß, Bestand hat) erhielt er nach dem Kloster, das man vom Platz ausgehend durch das Paradetor mit der Torkirche betritt.
Die nördliche Seite des Platzes ist, bis auf eines der beiden Häuser aus dem 18. Jahrhundert, von der Architektur der späten Sowjetzeit geprägt: Hier steht das langgestreckte Gebäude des Hotels Moskwa aus den Jahren 1974–77, das auch ein großes Einkaufszentrum und den Zugang zur U-Bahn-Station Ploschtschad Alexandra Newskowo-1 beherbergt. An den Fürsten Alexander Newski, dem das Kloster, der Platz und letztlich auch der Prospekt ihren Namen verdanken, erinnert das 2002 in der Mitte des Platzes aufgestellte Reiterstandbild nach einem Entwurf des Bildhauers Walentin Kosenjuk.

## Rezeption in der Literatur

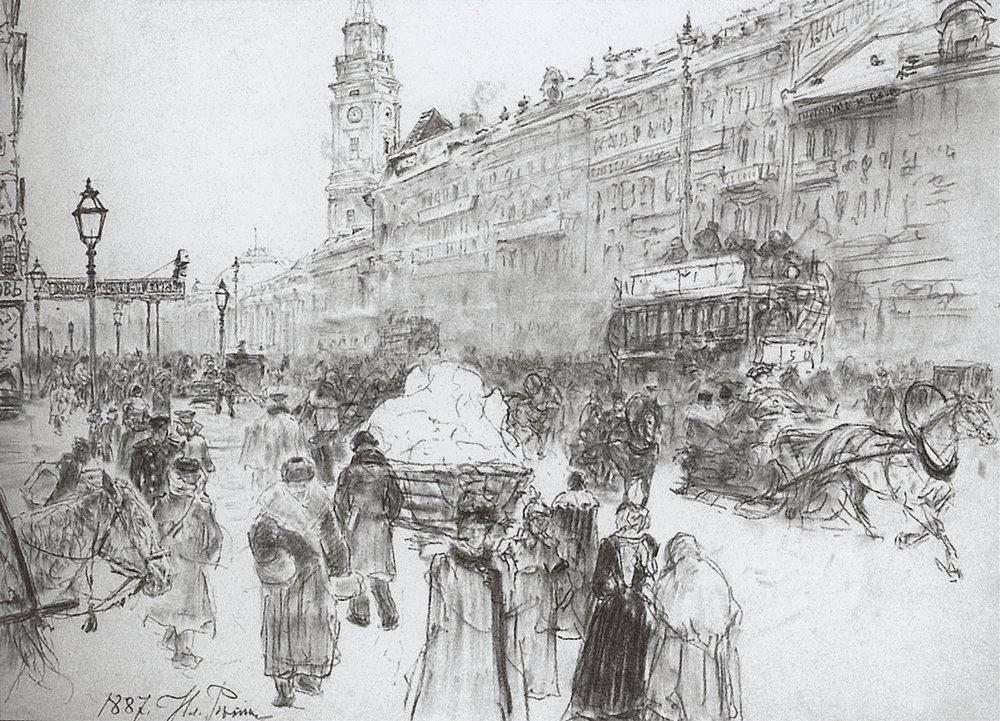
Auch bekannte Maler ließen sich vom Straßenbild des Newski-Prospekts inspirieren; hier Ilja Repin mit dieser Zeichnung aus dem Jahr 1887

Als die seit jeher repräsentativste Adresse der vormaligen Hauptstadt des Russischen Kaiserreichs diente der Newski-Prospekt zahlreichen Autoren als ein Handlungsort in ihren Werken. Das bekannteste dem Prospekt gewidmete literarische Werk ist die 1833–34 von Nikolai Gogol geschriebene Erzählung Newski-Prospekt, die mit den Worten „Nichts ist besser als der Newski-Prospekt, zumindest in Petersburg; für dieses ist er alles“ beginnt, auf die dann eine mehrseitige, poetisch anmutende Beschreibung der Menschen folgt, die das am Prospekt flanierende Publikum zu jeweils verschiedenen Tageszeiten prägen. Nachdem jedoch die beiden Protagonisten der Erzählung, wenn auch in verschiedener Weise, von ihrem anfänglichen Schein getäuscht werden, folgt ganz zum Schluss der Handlung eine überaus realistische Umschreibung der Straße, die nur wenig gemein hat mit der anfänglichen Begeisterung („Alles ist Trug, alles ist ein Traum, alles ist nicht das, was es zu sein scheint!“).
Auch in Puschkins Poem Eugen Onegin sowie in Werken Dostojewskis, Nekrassows, Gontscharows, Bunins, Brjussows und anderer mit Sankt Petersburg verbundenen Klassiker russischer Literatur findet der Prospekt als Hauptstraße der ehemaligen russischen Hauptstadt explizit oder implizit Erwähnung.